# 女性に関する賞の一覧
女性に関する賞の一覧（じょせいにかんするしょうのいちらん）は、女性を対象とした賞、女性に関する活動や研究に授与される賞、女性の名前を冠した賞、その他女性に関わりの深い賞の一覧である。女性に関する基金、助成金、奨学金、栄典、勲章なども含める。

## 女性を対象とした賞
| 賞名                                                                                            | 国             | 主催                                                                | 分野                     | 対象 | 備考 | 開始 | 終了 | 公式サイト                               | 出典              |
| ----------------------------------------------------------------------------------------------- | -------------- | ------------------------------------------------------------------- | ------------------------ | --- | --- | ---- | ---- | ---------------------------------------- | ----------------- |
| BLOG of the year                                                                                | 日本           | サイバーエージェント                                                | 情報                     | その年で最も注目されたブログ。アメーバブログに限る | 2006女性芸能部門、2007-2008女性タレント・女優部門、2009女性タレント・俳優部門、2010-2011女性部門                              | 2006 | -    |                                          | [ 1 ]             |
| COTTON USAアワード                                                                              | 日本           | 一般財団法人日本綿業振興会                                          | 産業                     | コットンのイメージにふさわしい著名人。Miss部門、Mrs.部門あり | - | 2004 | -    |                                          | [ 1 ]             |
| DBJ女性新ビジネスプランコンペティション                                                         | 日本           | 日本政策投資銀行、女性起業サポートセンター                          | 社会                     | 女性経営者による事業、開始5年以内の事業 | - | -    | -    |                                          | [ 1 ]             |
| E-ライン・ビューティフル大賞                                                                    | 日本           | 日本矯正歯科研究所                                                  | 医学                     | 歯並びのよい横顔の美しい日本女性。心身共に健全であり総合的なプロポーションもバランスがとれている。 幅広く活躍する著名人                                               | - | 1990 | -    |                                          | [ 1 ]             |
| JSWN研究活動奨励賞                                                                              | 日本           | 日本女性腎臓病医の会                                                | 医学                     | 45歳未満の女性腎臓病医。基礎および臨床研究を対象とした褒賞と研究助成                                                                                                  | - | 2014 | -    |                                          | [ 2 ]             |
| JSWN症例報告論文賞                                                                              | 日本           | 日本女性腎臓病医の会                                                | 医学                     | 卒後早期の女性医師を対象とし、症例から学ぶリサーチマインド、研究活動へのスタートアップを支援する褒賞と助成                                                            | - | 2021 | -    |                                          | [ 2 ]             |
| JWEF女性技術者に贈る奨励賞                                                                      | 日本           | 日本女性技術者フォーラム                                            | 工学                     | 既存の社会や職場での意識や風習を変革する成果をあげた若手女性技術者 | - | 2009 | -    |                                          | [ 1 ] [ 2 ]       |
| MTVビデオ・ミュージック・アワード・ジャパン                                                     | 日本           | バイアコム・ネットワークス・ジャパン                                | 音楽                     | 年間で最も優秀なミュージック・ビデオ | 過去に「最優秀女性アーティストビデオ賞／Best Female Video」あり                                                               | 2002 | -    |                                          | [ 1 ]             |
| O夫人児童青少年演劇賞                                                                           | 日本           | 日本児童青少年演劇協会                                              | 演劇                     | 児童青少年演劇の創造普及に貢献した女性 | - | 1985 | -    |                                          | [ 1 ]             |
| PRACEエイダ・ラブレス賞                                                                         | 世界           | PRACE(Partnership for Advanced Computing in Europe)                 | 情報科学                 | 欧州および世界のHPC(高性能コンピューティング)に多大な貢献と影響を与え、科学的キャリアを歩み始めた女性のロールモデルとなった女性科学者                                 | - | 2016 | -    | （英語）                                 | [ 3 ]             |
| VOGUE JAPAN Women of the year                                                                   | 日本           | VOGUE JAPAN                                                         | 社会                     | - | - | -    | -    |                                          | [ 1 ]             |
| Women in Technology Hall of Fame                                                                | 世界           | Women in Technology International(WITI)                             | 科学技術                 | 科学技術分野に貢献する女性を称えるための賞 | - | 1996 | -    | （英語）                                 | -                 |
| アカデミー主演女優賞                                                                            | アメリカ合衆国 | 映画芸術科学アカデミー（AMPAS）                                     | 映画                     | - | - | 1928 | -    | （英語）                                 | -                 |
| アカデミー助演女優賞                                                                            | アメリカ合衆国 | 映画芸術科学アカデミー（AMPAS）                                     | 映画                     | - | - | 1936 | -    | （英語）                                 | -                 |
| 赤松良子賞 (津田塾大学)                                                                         | 日本           | 津田塾大学                                                          | 社会                     | 総合政策学科の優秀学生 | - | 2021 | -    |                                          | -                 |
| 秋枝蕭子学生研究奨励金                                                                          | 日本           | 東京女子大学女性学研究所                                            | 社会                     | 東京女子大学大学院生が自主的に形成した研究グループまたは個人が、東京女子大学教員（非常勤も含む）の助言のもとに行う女性学・ジェンダーに関連する研究活動                | 研究者・秋枝蕭子の寄贈による基金にもとづく。2016年度から対象を大学院生にしぼる                                                | 1994 | -    |                                          | -                 |
| 「明日の農山漁村を担う女性」表彰                                                                | 日本           | 農林水産省                                                          | 産業                     | これから農山漁村のリーダーになっていこうと頑張っている女性 | - | 2007 | -    | -                                        | [ 4 ]             |
| アニー・J・キャノン賞                                                                           | アメリカ合衆国 | アメリカ天文学会                                                    | 科学（天文学）           | 天文学の分野で功績のあった女性の非常勤の博士課程修了者 | - | 1934 | -    | （英語）                                 | -                 |
| アメリカ女性殿堂                                                                                | アメリカ合衆国 | アメリカ女性殿堂                                                    | 社会                     | アメリカの社会、経済または文化の側面を変えた女性 | - | 1969 | -    | （英語）                                 | -                 |
| 入澤彩記念女性生理学者奨励賞（入澤彩賞）                                                        | 日本           | 日本生理学会                                                        | 科学（生理学）           | 優れた女性生理学者の研究 | - | 2010 | -    |                                          | [ 1 ] [ 5 ]       |
| ウーマン・オブ・ザ・イヤー                                                                      | 日本           | 『日経WOMAN』                                                       | 社会                     | - | - | 1999 | -    |                                          | [ 1 ]             |
| ウーマンズビジネスグランプリ                                                                    | 日本           | -                                                                   | 社会                     | - | - | -    | -    |                                          | [ 1 ]             |
| ヴェネツィア国際映画祭 女優賞                                                                   | 世界           | ヴェネツィア・ビエンナーレ                                          | 映画                     | - | - | 1934 | -    | （英語）（イタリア語）                   | -                 |
| 上村悦子奨学金                                                                                  | 日本           | 日本女子大学                                                        | 文学                     | 日本文学専攻の大学院生、学業人物優秀者 | 国文学者・上村悦子にちなむ | -    | -    |                                          | -                 |
| 氏家壽子記念奨学金                                                                              | 日本           | 日本女子大学                                                        | 家政学                   | 家政経済学科4年次の学部生、人物学業優秀で家政経済学科の発展を目指す者                                                                                                 | 家政学者・氏家寿子にちなむ | -    | -    |                                          | -                 |
| エイダ・ラブレス賞（アメリカ南部の非営利の賞）                                                  | アメリカ合衆国 | LookFar                                                             | 科学技術                 | 地域の技術コミュニティーに影響を与えた湾岸南部の女性たち | 女性たちが多くの障害に直面しながらも到達した功績を紹介・賞賛することで、テクノロジー業界に存在する不公平に挑戦する            | 2015 | -    |                                          | -                 |
| エイボン女性年度賞                                                                              | 日本           | エイボン・プロダクツ                                                | 社会                     | 社会のために有意義な活動を続け、めざましい功績をあげている女性 | - | 1979 | -    |                                          | [ 1 ]             |
| 江口裕子学生研究奨励金                                                                          | 日本           | 東京女子大学女性学研究所                                            | 社会                     | 東京女子大学学生（学部および大学院所属)が自主的に形成したグループまたは個人が、東京女子大学教員（非常勤も含む）の助言のもとに行う女性学・ジェンダーに関連する研究活動 | 研究者・江口裕子の遺贈による基金にもとづく                                                                                    | 2016 | -    |                                          | -                 |
| 大阪女性文芸賞                                                                                  | 日本           | 大阪女性文芸協会                                                    | 文学                     | 日本に居住する女性による自作・未発表の小説 | - | 1983 | -    |                                          | [ 1 ] [ 6 ]       |
| お茶の水女子大学賞 保井コノ賞                                                                   | 日本           | お茶の水女子大学                                                    | 科学（生命科学）         | 生命科学とその関連領域科学の諸分野において顕著な業績を挙げた女性 | 保井コノの遺志が若い世代に受け継がれることを願う                                                                              | 2016 | -    |                                          | [ 2 ]             |
| お茶の水女子大学賞 辻村みちよ賞                                                                 | 日本           | お茶の水女子大学                                                    | 科学（家政学、生活科学） | 家政学・生活科学の諸分野において顕著な業績を挙げた女性 | 辻村みちよの遺志が若い世代に受け継がれることを願う                                                                            | 2016 | -    |                                          | -                 |
| お茶の水女子大学賞 小泉郁子賞                                                                   | 日本           | お茶の水女子大学                                                    | 人文社会科学             | 人文社会科学の諸分野において顕著な業績を挙げた女性 | 小泉郁子の遺志が若い世代に受け継がれることを願う                                                                              | 2016 | -    |                                          | -                 |
| お茶の水女子大学賞 黒田チカ賞                                                                   | 日本           | お茶の水女子大学                                                    | 科学                     | 自然科学の諸分野において研究業績が顕著であり、将来当該分野において国際的に活躍する女性研究者となることが期待される者                                                  | 黒田チカの自然科学研究への貢献と業績を讃えると共に、若手女性研究者の活躍を願う。前田侯子からの寄付をもとに設立                | 2015 | -    |                                          | -                 |
| お茶の水女子大学賞 湯浅年子賞                                                                   | 日本           | お茶の水女子大学                                                    | 科学                     | 自然科学の諸分野において顕著な研究業績を挙げた者。 また、自然科学の社会的普及活動あるいは同分野の女性研究者を増大させる活動において、顕著な業績を挙げた者             | 湯浅年子の自然科学及びその関連分野に対する功績を記念                                                                          | 2013 | -    |                                          |                   |
| 女による女のためのR-18文学賞                                                                    | 日本           | 新潮社                                                              | 文学                     | 応募者は女性に限られる | 公募新人文学賞。選考委員の作家や下読みにあたる編集者も女性のみ                                                                | 2002 | -    |                                          | [ 1 ]             |
| 女芸人No.1決定戦 THE W                                                                          | 日本           | 日本テレビ放送網                                                    | 芸能                     | - | - | 2017 | -    |                                          | -                 |
| 化学工学会 女性賞                                                                               | 日本           | 化学工学会                                                          | 工学                     | - | - | -    | -    |                                          | [ 1 ]             |
| 輝く女性研究者賞（ジュン アシダ賞）                                                             | 日本           | 国立研究開発法人科学技術振興機構（JST）                             | 科学                     | - | デザイナー芦田淳の寄付による                                                                                                  | 2019 | -    |                                          | [ 7 ]             |
| 学術研究助成 溝口昌子賞                                                                         | 日本           | 日本女医会                                                          | 医学                     | - | 女性医師のキャリアアップと永年勤続を目的として設立                                                                            | 2015 | -    |                                          | [ 7 ]             |
| 学術研究助成 山﨑倫子賞                                                                         | 日本           | 日本女医会                                                          | 医学                     | - | 医師・山﨑倫子にちなむ。最も優秀と判断された1件に授与される                                                                   | 2016 | -    |                                          | -                 |
| 桂信子賞                                                                                        | 日本           | 公益財団法人柿衛文庫                                                | 文学                     | 優れた女性俳人 | 俳人・桂信子にちなむ | 2009 | -    |                                          | [ 1 ] [ 6 ]       |
| 加藤シヅエ賞                                                                                    | 日本           | 日本家族計画連盟など                                                | 社会                     | 開発途上国、または日本国内で、生涯を通した女性の健康や地位向上をテーマに実践活動、または調査・研究している日本在住の女性（団体、グループ、外国人も可）                | 婦人解放運動家・加藤シヅエにちなむ。将来を担う女性を鼓舞し育成する                                                            | 1996 | -    | -                                        | [ 1 ]             |
| カネボウ・ミセス童話大賞                                                                        | 日本           | 学校法人文化学園、文化出版局・雑誌「ミセス」                        | 文学                     | 応募は女性に限る | 雑誌「ミセス」の創刊20周年を記念して企画。第2回まで「ミセス童話大賞」                                                         | 1981 | -    | -                                        | [ 1 ] [ 9 ]       |
| 河上サワ記念奨学金                                                                              | 日本           | 日本女子大学                                                        | 科学                     | 理学部物質生物科学科の学部生、学業人物優秀者 | 河上サワにちなむ | -    | -    |                                          | -                 |
| 関西財界セミナー賞 輝く女性賞                                                                   | 日本           | 関西経済同友会                                                      | 経済                     | - | - | 2009 | -    |                                          | [ 1 ]             |
| カンヌ国際映画祭 女優賞                                                                         | 世界           | フランス国際映画祭協会                                              | 映画                     | - | - | 1946 | -    | （英語）                                 | -                 |
| キネマ旬報ベスト・テン 主演女優賞                                                               | 日本           | キネマ旬報                                                          | 映画                     | - | - | 1955 | -    |                                          | [ 1 ]             |
| キネマ旬報ベスト・テン 助演女優賞                                                               | 日本           | キネマ旬報                                                          | 映画                     | - | - | 1975 | -    |                                          | [ 1 ]             |
| キネマ旬報ベスト・テン 新人女優賞                                                               | 日本           | キネマ旬報                                                          | 映画                     | - | - | 1986 | -    |                                          | [ 1 ]             |
| 京都女性起業家賞（アントレプレナー賞）                                                          | 日本           | 京都府                                                              | 社会                     | 人々の生活向上や地域社会・経済の活性化に寄与する女性の起業モデル | - | 2012 | -    |                                          | [ 1 ]             |
| 京都府あけぼの賞                                                                                | 日本           | 京都府                                                              | 社会                     | 様々な分野での先駆的な活動で功績の著しい、京都にゆかりのある女性やグループ                                                                                            | - | 1989 | -    |                                          | [ 1 ]             |
| 金城芳子基金                                                                                    | 日本           | 公益社団法人沖縄協会                                                | 社会                     | 沖縄女性の地位向上のための研究、調査、活動。原則として女性であること(個人、団体及びグループ)                                                                          | 福祉活動家・金城芳子の遺志に基づく                                                                                            | 1992 | -    |                                          | -                 |
| 葛原妙子賞                                                                                      | 日本           | 砂子屋書房                                                          | 文学                     | 中堅女性歌人の優れた歌集 | 歌人・葛原妙子にちなむ | 2005 | 2016 | -                                        | [ 1 ] [ 6 ]       |
| クラリーノ美脚大賞                                                                              | 日本           | クラリーノ美脚大賞実行委員会                                        | 美容                     | いま最も輝く素敵な「美脚女性」を選出 | - | 2003 | -    |                                          | -                 |
| 桑名杯                                                                                          | 日本           | 日本女子テニス連盟                                                  | スポーツ                 | - | 日本女子テニス連盟初代会長・桑名寿枝子の米寿を記念して創設                                                                    | 1981 | -    |                                          | -                 |
| 軽金属女性未来賞                                                                                | 日本           | 軽金属学会                                                          | 科学・工学               | 軽金属分野において学術研究または技術開発に顕著な功績をあげ、将来の活躍が期待される新進気鋭の女性研究者または女性技術者                                                | - | 2009 | -    |                                          | [ 1 ]             |
| 現代詩女流賞                                                                                    | 日本           | 文化学園文化出版局                                                  | 文学                     | 女性の詩集 | - | 1976 | 1989 | -                                        | [ 1 ]             |
| 現代短歌女流賞                                                                                  | 日本           | 文化学園文化出版局                                                  | 文学                     | 女性の歌集 | - | 1976 | 1989 | -                                        | [ 1 ]             |
| 現代俳句女流賞                                                                                  | 日本           | 文化学園文化出版局                                                  | 文学                     | 女性の句集 | - | 1976 | 1989 | -                                        | [ 1 ]             |
| 神戸女流文学賞                                                                                  | 日本           | 月刊神戸っ子                                                        | 文学                     | 西日本在住の女性による小説 | - | 1976 | -    | -                                        | [ 1 ] [ 9 ]       |
| 小梅童話賞                                                                                      | 日本           | -                                                                   | 文学                     | 中学・高校生から一般までの女性 | - | -    | -    | -                                        | [ 1 ]             |
| ゴールデングローブ賞 新人女優賞                                                                 | アメリカ合衆国 | ハリウッド外国人映画記者協会（HFPA）                                | 映画                     | - | - | 1948 | 1983 | （英語）                                 | -                 |
| ゴールデングローブ賞 ヘンリエッタ賞（世界でもっとも好かれた女優）                               | アメリカ合衆国 | ハリウッド外国人映画記者協会（HFPA）                                | 映画                     | - | - | 1950 | 1979 | （英語）                                 | -                 |
| ゴールデングローブ賞 テレビドラマ部門 女優賞（ドラマ部門）                                      | アメリカ合衆国 | ハリウッド外国人映画記者協会（HFPA）                                | 放送                     | - | - | 1961 | -    | （英語）                                 | -                 |
| ゴールデングローブ賞 テレビドラマ部門 女優賞（ミニシリーズ・テレビ映画部門）                    | アメリカ合衆国 | ハリウッド外国人映画記者協会（HFPA）                                | 放送                     | - | - | 1981 | -    | （英語）                                 | -                 |
| ゴールデングローブ賞 テレビドラマ部門 女優賞（ミュージカル・コメディ部門）                      | アメリカ合衆国 | ハリウッド外国人映画記者協会（HFPA）                                | 放送                     | - | - | 1961 | -    | （英語）                                 | -                 |
| ゴールデングローブ賞 テレビドラマ部門 助演女優賞（シリーズ・ミニシリーズ・テレビ映画部門）      | アメリカ合衆国 | ハリウッド外国人映画記者協会（HFPA）                                | 放送                     | - | - | 1970 | -    | （英語）                                 | -                 |
| ゴールデングローブ賞 映画部門 主演女優賞 (ドラマ部門)                                           | アメリカ合衆国 | ハリウッド外国人映画記者協会（HFPA）                                | 映画                     | - | - | 1943 | -    | （英語）                                 | -                 |
| ゴールデングローブ賞 映画部門 主演女優賞 (ミュージカル・コメディ部門)                           | アメリカ合衆国 | ハリウッド外国人映画記者協会（HFPA）                                | 映画                     | - | - | 1950 | -    | （英語）                                 | -                 |
| ゴールデングローブ賞 映画部門 助演女優賞                                                        | アメリカ合衆国 | ハリウッド外国人映画記者協会（HFPA）                                | 映画                     | - | - | 1943 | -    | （英語）                                 | -                 |
| 国際勇気ある女性賞                                                                              | 世界           | アメリカ合衆国国務省                                                | 社会                     | 女性の権利や男女平等などの問題に対して顕著な活動をした女性 | - | 2007 | -    | （英語）                                 | -                 |
| さいたま市ニュービジネス大賞 女性起業賞                                                         | 日本           | 公益財団法人さいたま市産業創造財団                                  | 社会                     | - | - | -    | -    |                                          | [ 1 ]             |
| さくらんぼ文学新人賞                                                                            | 日本           | さくらんぼテレビ（山形県）                                          | 文学                     | - | 女性のみの書き手による文学賞                                                                                                  | 2008 | 2010 | -                                        | [ 1 ]             |
| 猿橋賞                                                                                          | 日本           | 女性科学者に明るい未来をの会                                        | 科学                     | 自然科学分野で顕著な研究業績をおさめた50歳未満の女性科学者 | 科学者・猿橋勝子にちなむ | 1981 | -    |                                          | [ 1 ]             |
| 資生堂女性研究者サイエンスグラント                                                              | 日本           | 資生堂                                                              | 科学                     | - | - | 2007 | -    |                                          | [ 1 ] [ 7 ]       |
| シッチェス・カタロニア国際映画祭 ファンタスティック・コンペティション部門 女優賞                | 世界           | -                                                                   | 映画                     | - | - | 1971 | -    | （カタルーニャ語）（スペイン語）（英語） | -                 |
| シューズベストドレッサー賞 女性部門賞                                                           | 日本           | 靴のめぐみ祭り市実行委員会                                          | ファッション             | - | - | -    | -    |                                          | [ 1 ] [ 10 ]      |
| ジュエリー業界が選ぶ"ウーマン オブ ザ イヤー"                                                   | 日本           | 日本ジュエリー協会、UBMジャパン                                     | 宝飾                     | - | - | 2013 | -    |                                          | [ 1 ]             |
| 朱葉会展                                                                                        | 日本           | 朱葉会                                                              | 絵画                     | 絵画の創作に志す女性 | - | 1919 | -    |                                          | [ 1 ]             |
| 将棋大賞 女流棋士賞                                                                             | 日本           | 日本将棋連盟                                                        | 将棋                     | - | - | -    | -    |                                          | [ 1 ]             |
| 小説フェミナ賞                                                                                  | 日本           | 学習研究社                                                          | 文学                     | 女性に限る | 1989-1991「フェミナ賞」 | 1992 | 1993 | -                                        | [ 1 ]             |
| 昭和女子大学 女性文化研究賞（坂東眞理子基金）                                                   | 日本           | 昭和女子大学                                                        | 社会                     | - | 評論家・坂東眞理子にちなむ | 2008 | -    |                                          | [ 1 ]             |
| 昭和女子大学 女性文化研究奨励賞（坂東眞理子基金）                                               | 日本           | 昭和女子大学                                                        | 社会                     | - | 評論家・坂東眞理子にちなむ | 2008 | -    |                                          | -                 |
| 女子バロンドール                                                                                | 世界           | フランスのサッカー専門誌「フランス・フットボール」                  | スポーツ                 | 女子サッカーの世界年間最優秀選手 | - | 2018 | -    | （フランス語）                           |                   |
| 女性起業家大賞                                                                                  | 日本           | 全国商工会議所女性会連合会                                          | 社会                     | - | - | 2002 | -    |                                          | [ 1 ]             |
| 女性グループの生活・生産活動に関する表彰                                                        | 日本           | 農林水産省                                                          | 産業                     | - | - | -    | -    | -                                        | [ 1 ]             |
| 女性小説賞                                                                                      | イギリス       | The Women's Prize for Fiction                                       | 文学                     | 女性作家（国籍不問）が英語で執筆し、前年にイギリスで刊行された創作長編小説のうち、最も優れたもの                                                                      | - | 1996 | -    | （英語）                                 | [ 11 ]            |
| 女流画家協会展                                                                                  | 日本           | 女流画家協会                                                        | 美術                     | - | - | 1947 | -    |                                          | [ 1 ]             |
| 女流新人賞                                                                                      | 日本           | 中央公論社                                                          | 文学                     | - | 応募型新人文学賞 | 1958 | 1997 | -                                        | [ 12 ]            |
| 女流陶芸公募展                                                                                  | 日本           | 女流陶芸                                                            | 美術                     | - | - | -    | -    |                                          | [ 1 ]             |
| 女流文学者賞                                                                                    | 日本           | 女流文学者会                                                        | 文学                     | - | - | 1946 | 1960 | -                                        | [ 12 ]            |
| 女流文学賞                                                                                      | 日本           | 中央公論新社                                                        | 文学                     | - | - | 1962 | 2000 | -                                        | [ 12 ]            |
| 鈴木深雪記念奨学金                                                                              | 日本           | 日本女子大学                                                        | 学術                     | 人間生活学研究科博士課程後期の大学院生、研究者としての資質・将来性を備えた者                                                                                          | 研究者・鈴木深雪にちなむ | -    | -    |                                          | -                 |
| 住友生命 未来を強くする子育てプロジェクト「女性研究者奨励賞」                                   | 日本           | 住友生命                                                            | 科学                     | 育児のため研究の継続が困難となっている女性研究者、育児を行いながら研究を続けている女性研究者                                                                          | - | 2007 | -    |                                          | [ 7 ]             |
| 声優アワード 主演女優賞                                                                         | 日本           | 声優アワード実行委員会                                              | 芸能                     | - | - | -    | -    |                                          | [ 1 ]             |
| 声優アワード 助演女優賞                                                                         | 日本           | 声優アワード実行委員会                                              | 芸能                     | - | - | -    | -    |                                          | [ 1 ]             |
| 声優アワード 新人女優賞                                                                         | 日本           | 声優アワード実行委員会                                              | 芸能                     | - | - | -    | -    |                                          | [ 1 ]             |
| 声優アワード 高橋和枝賞                                                                         | 日本           | 声優アワード実行委員会                                              | 芸能                     | 声優という職業を各メディアを通じて多く広めた女性 | 女優・声優の高橋和枝にちなむ。                                                                                                | 2010 | -    |                                          | [ 1 ]             |
| 西予市おイネ賞事業                                                                              | 日本           | 愛媛県西予市                                                        | 医学                     | 医学研究や医療活動に躍進する女性 | シーボルトの娘で日本初の産科女医楠本イネにちなむ                                                                              | -    | -    |                                          | [ 1 ]             |
| 関根賞                                                                                          | 日本           | 関根賞運営委員会                                                    | 語学、文学               | 新進・中堅の女性研究者による平安時代の文学・語学研究 | 研究者・関根慶子の基金により創設                                                                                              | 1993 | 2022 |                                          | [ 1 ]             |
| 空を愛する女性たちを励ます賞                                                                    | 日本           | 日本女性航空協会                                                    | 航空                     | - | - | 1997 | 2008 |                                          | [ 1 ]             |
| ソロプチミスト日本財団 女性研究者賞                                                             | 日本           | ソロプチミスト日本財団                                              | 学術全般                 | さまざまな分野で将来性のある研究をしている優秀な女性 | 財団の創立30周年を記念し、女性研究者へ躍進の機会を与えることを目的として創設                                                  | -    | -    |                                          | -                 |
| 田村俊子賞                                                                                      | 日本           | 田村俊子会                                                          | 文学                     | 女流作家の優れた作品 | 小説家・田村俊子にちなむ | 1961 | 1977 | -                                        | [ 12 ]            |
| 丹下記念奨学金                                                                                  | 日本           | 日本女子大学                                                        | 科学                     | 理学部の学業人物優秀者 | 研究者・丹下梅子にちなむ | -    | -    |                                          | -                 |
| 「小さな童話」大賞                                                                              | 日本           | 毎日新聞社                                                          | 文学                     | 2002年まで女性限定 | - | 1983 | 2006 | -                                        | [ 1 ]             |
| 茅野蕭々・雅子記念奨学金                                                                        | 日本           | 日本女子大学                                                        | 文学                     | 文学研究科の大学院生、学資援助を必要とする学業成績優秀な者 | ドイツ文学者・詩人の茅野蕭々と、妻で歌人の茅野雅子にちなむ                                                                    | -    | -    |                                          | -                 |
| 電気化学会 女性躍進賞                                                                           | 日本           | 公益社団法人電気化学会                                              | 科学、工学               | - | - | 2012 | -    |                                          | [ 1 ]             |
| 電気学会 東京支部 電気学術女性活動奨励賞                                                        | 日本           | 電気学会 東京支部                                                   | 科学、工学               | - | - | -    | -    |                                          | -                 |
| 東京女子大学女性学研究所賞                                                                      | 日本           | 東京女子大学女性学研究所                                            | 社会                     | 女性学・ジェンダー研究に関わる優秀な卒業研究 | - | 2019 | -    |                                          | -                 |
| 東京ドラマアウォード 主演女優賞                                                                 | 日本           | 国際ドラマフェスティバル in TOKYO 実行委員会                        | 放送                     | - | - | 2008 | -    |                                          | [ 1 ]             |
| 東京ドラマアウォード 助演女優賞                                                                 | 日本           | 国際ドラマフェスティバル in TOKYO 実行委員会                        | 放送                     | - | - | 2008 | -    |                                          | [ 1 ]             |
| 富山大学学長賞 未知に挑む女性研究者賞                                                           | 日本           | 富山大学                                                            | 学術                     | - | 富山大学における女性研究者の優れた研究と高い将来性を讃える                                                                    | 2017 | -    |                                          | -                 |
| 内藤記念女性研究者研究助成金                                                                    | 日本           | 内藤記念科学振興財団                                                | 科学                     | 博士号を持ち、出産から60カ月以内の女性研究者 | 出産・育児によって研究が中断した際の研究現場への復帰と研究業績を挙げることを支援                                              | -    | -    |                                          | [ 1 ] [ 7 ]       |
| 永井記念国際女性科学者賞                                                                        | 世界           | 日本薬剤学会                                                        | 科学                     | 薬剤学領域において顕著な業績をあげ将来も顕著な業績をあげることが期待される、現職の国内・国外の女性科学者                                                              | - | 2007 | -    |                                          | [ 1 ]             |
| 長崎大学未来に羽ばたく女性研究者賞                                                              | 日本           | 長崎大学                                                            | 学術全般                 | 優れた研究成果を挙げた長崎大学の若手女性研究者 | - | 2016 | -    |                                          | -                 |
| 日刊スポーツ映画大賞 主演女優賞                                                                 | 日本           | 日刊スポーツ                                                        | 映画                     | - | - | 1988 | -    |                                          | [ 1 ]             |
| 日刊スポーツ映画大賞 助演女優賞                                                                 | 日本           | 日刊スポーツ                                                        | 映画                     | - | - | 1988 | -    |                                          | [ 1 ]             |
| 日刊スポーツ・ドラマグランプリ 主演女優賞                                                       | 日本           | 日刊スポーツ                                                        | 放送                     | - | - | -    | -    |                                          | [ 1 ]             |
| 日刊スポーツ・ドラマグランプリ 助演女優賞                                                       | 日本           | 日刊スポーツ                                                        | 放送                     | - | - | -    | -    |                                          | [ 1 ]             |
| 日本アカデミー賞 主演女優賞                                                                     | 日本           | 日本アカデミー賞協会                                                | 映画                     | - | - | 1978 | -    |                                          | [ 1 ]             |
| 日本アカデミー賞 助演女優賞                                                                     | 日本           | 日本アカデミー賞協会                                                | 映画                     | - | - | 1978 | -    |                                          | [ 1 ]             |
| 日本ウエディングベストドレッサー賞                                                              | 日本           | 東京ブライダルフェスタ実行委員会                                    | 社会                     | 最も花嫁姿を見たい人 | - | 2010 | -    | -                                        | [ 1 ] [ 13 ]      |
| 日本映画批評家大賞 主演女優賞                                                                   | 日本           | 日本映画批評家大賞事務局                                            | 映画                     | - | 1991-2000女優賞 | 1991 | -    |                                          | [ 1 ]             |
| 日本映画批評家大賞 助演女優賞                                                                   | 日本           | 日本映画批評家大賞事務局                                            | 映画                     | - | - | 2001 | -    |                                          | [ 1 ]             |
| 日本映画批評家大賞 新人女優賞（小森和子賞）                                                     | 日本           | 日本映画批評家大賞事務局                                            | 映画                     | - | 映画評論家・小森和子にちなむ                                                                                                  | 2004 | -    |                                          | [ 1 ]             |
| 日本映画プロフェッショナル大賞 主演女優賞                                                       | 日本           | 日本映画プロフェッショナル大賞実行委員会                            | 映画                     | - | - | 1992 | -    |                                          | [ 1 ]             |
| 日本化学会 女性化学者奨励賞                                                                     | 日本           | 日本化学会                                                          | 科学                     | - | - | 2012 | -    |                                          | [ 1 ]             |
| 日本癌学会 女性科学者賞                                                                         | 日本           | 日本癌学会                                                          | 医学                     | - | - | 2017 | -    |                                          | -                 |
| 日本機械学会 女性未来賞                                                                         | 日本           | 日本機械学会                                                        | 工学                     | 大学院博士後期課程在学中の女性会員 | 機械工学分野における若手女性研究者・技術者の活躍推進を図る                                                                    | 2017 | -    |                                          | [ 14 ]            |
| 日本経済学会 女性研究者奨励賞（日本生命賞）                                                     | 日本           | 日本経済学会                                                        | 経済                     | 優れた研究を行う若手女性研究者 | - | 2020 | -    |                                          | -                 |
| 日本ゴールドディスク大賞 アルバム賞 ポップス部門 女性                                           | 日本           | 日本レコード協会                                                    | 音楽                     | - | 1988ポップス女性ソロ部門 | 1988 | -    |                                          | [ 1 ]             |
| 日本ゴールドディスク大賞 アルバム賞 ロック・フォーク部門 女性                                   | 日本           | 日本レコード協会                                                    | 音楽                     | - | 1988ロック・フォーク女性ソロ部門                                                                                              | 1988 | -    |                                          | [ 1 ]             |
| 日本ゴールドディスク大賞 アルバム賞 歌謡曲・アイドル部門 女性                                   | 日本           | 日本レコード協会                                                    | 音楽                     | - | 1988ヤングアイドル女性ソロ部門                                                                                                | 1988 | -    |                                          | [ 1 ]             |
| 日本ゴールドディスク大賞 アルバム賞 演歌部門 女性                                               | 日本           | 日本レコード協会                                                    | 音楽                     | - | 1988演歌女性ソロ部門 | 1988 | -    |                                          | [ 1 ]             |
| 日本呼吸器学会 女性研究者奨励賞                                                                 | 日本           | 日本呼吸器学会                                                      | 医学                     | - | 開始から10年間の期限付き制度                                                                                                  | 2019 | -    |                                          | -                 |
| 日本ジュエリーベストドレッサー賞                                                                | 日本           | 国際宝飾展展示会事務局                                              | 宝飾                     | 過去１年間を通じて最も輝いていた人、最もジュエリーが似合う人、今後もさらにジュエリーを身に付けて欲しい人                                                              | - | -    | -    |                                          | [ 1 ]             |
| 日本循環器学会女性研究者奨励賞                                                                  | 日本           | 日本循環器学会                                                      | 医学                     | - | - | 2007 | -    |                                          | [ 1 ]             |
| 日本女医会 荻野吟子賞                                                                           | 日本           | 日本女医会                                                          | 医学                     | 女性の地位向上や市井の医療に著しい貢献をした女性医師 | 医師・荻野吟子にちなむ | 1983 | -    |                                          | [ 1 ]             |
| 日本女医会 山本纊子賞                                                                           | 日本           | 日本女医会                                                          | 医学                     | 若手女性医師の海外におけるグローバルな活躍 | 山本纊子元会長の遺志により設立                                                                                                | 2018 | -    |                                          | -                 |
| 日本女医会 吉岡彌生賞                                                                           | 日本           | 日本女医会                                                          | 医学                     | 女性医師の医学、社会への貢献 | 教育者、医師の吉岡彌生にちなむ                                                                                                | 1968 | -    |                                          | [ 1 ] [ 7 ]       |
| 日本女性科学者の会功労賞                                                                        | 日本           | 日本女性科学者の会                                                  | 科学                     | 自然科学者の発展、学術研究に顕著な功績のあった女性科学者、日本の女性科学者の研究推進、地位向上などに寄与した者、会のために尽力し、顕著な功績のあった者                | - | 1996 | -    |                                          | [ 1 ]             |
| 日本女性科学者の会奨励賞                                                                        | 日本           | 日本女性科学者の会                                                  | 科学                     | 広く理系の分野において研究業績をあげ、その将来性を期待できる者、かつ会の目的達成のために努力しており、各研究分野のロールモデルと認められる者                          | - | 1996 | -    |                                          | [ 1 ] [ 5 ] [ 7 ] |
| 日本消化器病学会 女性研究者賞                                                                   | 日本           | 日本消化器病学会                                                    | 医学                     | - | - | -    | -    |                                          | -                 |
| 日本動物学会女性研究者奨励OM賞                                                                  | 日本           | 日本動物学会                                                        | 科学                     | 会員である女性研究者の動物科学研究 | 大場方子の寄附を基に設立 | 2001 | -    |                                          | [ 1 ] [ 5 ]       |
| 日本熱帯医学会 女性賞                                                                           | 日本           | 日本熱帯医学会                                                      | 医学                     | - | - | 2018 | -    |                                          | -                 |
| 日本分析化学会 女性Analyst賞                                                                    | 日本           | 日本分析化学会                                                      | 科学                     | - | - | 2017 | -    |                                          | -                 |
| 日本油化学会女性科学者奨励賞                                                                    | 日本           | 日本油化学会                                                        | 工学                     | - | - | 2010 | -    |                                          | [ 1 ]             |
| ネイルオブザイヤー                                                                              | 日本           | 日本ネイリスト協会                                                  | 美容                     | ネイルを愛し、ネイルの素晴らしさを伝える著名人。女性の部門賞あり | - | 1996 | -    |                                          | [ 1 ]             |
| 農芸化学若手女性研究者賞                                                                        | 日本           | 日本農芸化学会                                                      | 科学                     | 農芸化学分野で優れた研究成果をあげた40歳以下の女性研究者 | - | 2017 | -    |                                          | [ 5 ]             |
| 農芸化学女性企業研究者賞                                                                        | 日本           | 日本農芸化学会                                                      | 科学                     | 企業において優れた研究あるいは商品開発における顕著な成果に貢献した女性正会員                                                                                          | - | 2017 | -    |                                          | [ 5 ]             |
| 農芸化学女性研究者賞                                                                            | 日本           | 日本農芸化学会                                                      | 科学                     | 農芸化学分野で顕著な研究成果をあげた女性研究者で今後の活躍が期待される者                                                                                              | - | 2017 | -    |                                          | [ 5 ]             |
| 農山漁村女性チャレンジ活動表彰                                                                  | 日本           | 農山漁村男女共同参画推進協議会                                      | 産業                     | - | 旧：農山漁村女性・シニア活動表彰、農山漁村男女共同参画優良活動表彰                                                            | 2017 | -    |                                          | [ 1 ]             |
| パートナー・オブ・ザ・イヤー                                                                    | 日本           | 「いい夫婦の日」をすすめる会                                        | 社会                     | - | - | -    | -    |                                          | [ 1 ]             |
| パール・マイスター・グリーンガード賞                                                            | 世界           | ロックフェラー大学                                                  | 科学                     | 女性科学者の卓越した業績 | 同大学教授だったポール・グリーンガードと、その妻ウルスラ・フォン・リディングズヴァード によって設立。名称は彼の母親に由来する | 2004 | -    | （英語）                                 | -                 |
| 二十歳のベスト・パール・ドレッサー                                                              | 日本           | 日本真珠振興会、日本真珠小売店協会                                  | 宝飾                     | その年に成人式を迎えた女性著名人 | - | 1998 | 2007 | -                                        | [ 1 ]             |
| 羽ばたく女性研究者賞（マリア・スクウォドフスカ＝キュリー賞）                                    | 日本           | 国立研究開発法人科学技術振興機構（JST）、駐日ポーランド共和国大使館 | 科学                     | 国際的に活躍が期待される若手女性研究者 | 科学者マリ・キュリーにちなむ                                                                                                  | 2021 | -    |                                          | [ 17 ]            |
| ファー・オブ・ザ・イヤー                                                                        | 日本           | 日本毛皮協会                                                        | ファッション             | - | 2006-2007女性部門 | 2004 | -    | -                                        | [ 1 ]             |
| フェミナ賞 (日本の文学賞)                                                                       | 日本           | 学習研究社                                                          | 文学                     | 女性に限る | 1992-「小説フェミナ賞」 | 1989 | 1991 | -                                        | [ 1 ]             |
| ブライダルジュエリープリンセス                                                                  | 日本           | 国際宝飾展                                                          | 宝飾                     | - | - | -    | -    | -                                        | [ 1 ]             |
| プライムタイム・エミー賞 演技賞 主演女優賞 コメディ・シリーズ部門                               | アメリカ合衆国 | テレビ芸術科学アカデミー(ATAS)                                      | 放送                     | - | - | 1954 | -    | （英語）                                 | -                 |
| プライムタイム・エミー賞 演技賞 主演女優賞 ドラマ・シリーズ部門                                 | アメリカ合衆国 | テレビ芸術科学アカデミー(ATAS)                                      | 放送                     | - | - | 1954 | -    | （英語）                                 | -                 |
| プライムタイム・エミー賞 演技賞 主演女優賞 リミテッド・シリーズ/テレビ映画部門                  | アメリカ合衆国 | テレビ芸術科学アカデミー(ATAS)                                      | 放送                     | - | - | 1955 | -    | （英語）                                 | -                 |
| プライムタイム・エミー賞 演技賞 助演女優賞 コメディ・シリーズ部門                               | アメリカ合衆国 | テレビ芸術科学アカデミー(ATAS)                                      | 放送                     | - | - | 1954 | -    | （英語）                                 | -                 |
| プライムタイム・エミー賞 演技賞 助演女優賞 ドラマ・シリーズ部門                                 | アメリカ合衆国 | テレビ芸術科学アカデミー(ATAS)                                      | 放送                     | - | - | 1954 | -    | （英語）                                 | -                 |
| プライムタイム・エミー賞 演技賞 助演女優賞 リミテッドシリーズ/テレビ映画部門                    | アメリカ合衆国 | テレビ芸術科学アカデミー(ATAS)                                      | 放送                     | - | - | 1975 | -    | （英語）                                 | -                 |
| プライムタイム・クリエイティブ・アート・エミー賞 演技賞 ゲスト女優賞コメディ・シリーズ部門      | アメリカ合衆国 | テレビ芸術科学アカデミー(ATAS)                                      | 放送                     | - | - | 1975 | -    | （英語）                                 | -                 |
| プライムタイム・クリエイティブ・アート・エミー賞 演技賞 ゲスト女優賞ドラマ・シリーズ部門        | アメリカ合衆国 | テレビ芸術科学アカデミー(ATAS)                                      | 放送                     | - | - | 1975 | -    | （英語）                                 | -                 |
| プライムタイム・クリエイティブ・アート・エミー賞 演技賞 女優賞短編コメディ/ドラマ・シリーズ部門 | アメリカ合衆国 | テレビ芸術科学アカデミー(ATAS)                                      | 放送                     | - | - | 2016 | -    | （英語）                                 | -                 |
| プラチナ・ミューズ・アワード                                                                    | 日本           | プラチナ・ギルド・インターナショナル                                | 社会                     | 美しさを保ち、女性が憧れる最も輝いているワーキング・ウーマン | - | -    | -    | -                                        | [ 1 ]             |
| ブルーリボン賞 (映画) 主演女優賞                                                                | 日本           | 東京映画記者会                                                      | 映画                     | - | - | 1950 | -    | -                                        | [ 1 ]             |
| ブルーリボン賞 (映画) 助演女優賞                                                                | 日本           | 東京映画記者会                                                      | 映画                     | - | - | 1951 | -    | -                                        | [ 1 ]             |
| フローレンス・ナイチンゲール記章                                                                | 世界           | 赤十字国際委員会                                                    | 看護                     | 看護に功労のあった看護師、応急手当において著しい貢献をした篤志看護補助者など 第34回から男性も受章対象                                                                 | 看護師・フローレンス・ナイチンゲール生誕100周年を記念                                                                         | 1920 | -    |                                          | -                 |
| ベスト・ヘア賞                                                                                  | 日本           | 全日本美容業生活衛生同業組合連合会                                  | ファッション             | 一般投票により選ばれた女性有名人 | - | 2000 | 2007 | -                                        | [ 1 ]             |
| ベストジーニスト                                                                                | 日本           | 日本ジーンズ協議会                                                  | ファッション             | 一般選出部門は一般投票によって男女1人ずつ選出 | - | 1984 | -    |                                          | [ 1 ]             |
| ベスト・スマイル・オブ・ザ・イヤー                                                              | 日本           | 日本歯科医師会                                                      | -                        | もっとも笑顔が輝いた著名人 女性の部あり | - | 1993 | -    |                                          | [ 1 ]             |
| ベストドレッサー賞 女性部門                                                                     | 日本           | 日本メンズファッション協会                                          | ファッション             | - | - | 1986 | 2001 |                                          | -                 |
| ベストビューティストアワード                                                                    | 日本           | コスメ・美容サイト@cosme                                            | 社会                     | その年に輝いていた女性 | 2018-BEAUTY PERSON OF THE YEAR                                                                                                | 2012 | 2017 | -                                        | [ 1 ]             |
| ベストフォーマリスト                                                                            | 日本           | 日本フォーマル協会                                                  | ファッション             | フォーマルウェアの似合う男女 | - | 2000 | -    |                                          | [ 1 ]             |
| ベストマザー賞                                                                                  | 日本           | 日本マザーズ協会                                                    | 社会                     | - | - | 2007 | -    |                                          | [ 1 ]             |
| ベストレザーニスト                                                                              | 日本           | 一般社団法人日本皮革産業連合会                                      | ファッション             | もっともレザーの似合う人 | 2008女性部門あり、2001-2007日本タンナーズ協会主催                                                                             | -    | -    |                                          | [ 1 ]             |
| ベルリン国際映画祭 銀熊賞 (女優賞)                                                              | 世界           | -                                                                   | 映画                     | - | - | 1956 | 2020 | （英語）（ドイツ語）                     | [ 18 ]            |
| 宝冠章                                                                                          | 日本           | 日本国政府                                                          | 勲章                     | 女性のみ。女性皇族や外国人に対する儀礼叙勲等、特別な場合に限り運用される                                                                                              | - | 1888 | -    |                                          | -                 |
| 放送ウーマン賞                                                                                  | 日本           | 日本女性放送者懇談会                                                | 放送                     | 放送界で活躍し優れた功績をあげた女性 | - | 1973 | -    |                                          | [ 1 ]             |
| 放送と女性ネットワーク賞                                                                        | 日本           | 放送と女性ネットワークin関西                                        | 放送                     | 関西の放送局の女性制作者や、女性の視点を反映させた番組 | - | 1998 | -    | -                                        | [ 1 ] [ 19 ]      |
| 報知映画賞 主演女優賞                                                                           | 日本           | 報知新聞社                                                          | 映画                     | - | - | 1976 | -    |                                          | [ 1 ]             |
| 報知映画賞 助演女優賞                                                                           | 日本           | 報知新聞社                                                          | 映画                     | - | - | 1976 | -    |                                          | [ 1 ]             |
| 星野立子賞                                                                                      | 日本           | 上廣倫理財団                                                        | 文学                     | 女性俳人 | 俳人・星野立子にちなむ | 2013 | -    |                                          | [ 1 ]             |
| ポルト国際映画祭 最優秀女優賞                                                                   | 世界           | -                                                                   | 映画                     | - | - | 1982 | -    | （英語）                                 | -                 |
| ホンダスポーツ賞                                                                                | アメリカ合衆国 | 米国ホンダ                                                          | スポーツ                 | アメリカ国内女子大学生アスリート | - | 1976 | -    | -                                        | -                 |
| 毎日映画コンクール 女優主演賞                                                                   | 日本           | 毎日新聞社、スポーツニッポン新聞社                                  | 映画                     | 対象 | 1947-女優演技賞 1952-1970女優主演賞 1971-1982女優演技賞、1983-女優主演賞                                                      | 1947 | -    |                                          | [ 1 ]             |
| 毎日映画コンクール 助演女優賞                                                                   | 日本           | 毎日新聞社、スポーツニッポン新聞社                                  | 映画                     | 対象 | 1951-1970女優助演賞、1983-女優助演賞                                                                                          | 1947 | -    |                                          | [ 1 ]             |
| マックスファクター・ビューティ・スピリット賞                                                    | 日本           | -                                                                   | 映画                     | 映画制作に関わる女性 | ゆうばり国際ファンタスティック映画祭内の賞                                                                                    | 1999 | 2006 |                                          | [ 1 ] [ 20 ]      |
| 松本武子奨学金                                                                                  | 日本           | 日本女子大学                                                        | 福祉                     | 社会福祉学科4年次の学部生、社会福祉学専攻の大学院生、学業人物優秀者                                                                                                   | 松本武子にちなむ | -    | -    |                                          | -                 |
| マドモアゼル女流短篇新人賞                                                                      | 日本           | 小学館                                                              | 文学                     | 対象 | 「マドモアゼル」創刊5周年を記念して「女流短編新人賞」創設。「マドモアゼル女流短篇新人賞」と改称される                         | 1965 | 1968 | -                                        | [ 9 ]             |
| ミス・アース                                                                                    | 世界           | -                                                                   | 社会                     | - | - | 2001 | -    | （英語）、                               | -                 |
| ミス・インターナショナル                                                                        | 世界           | 一般社団法人国際文化協会                                            | 社会                     | - | - | 1960 | -    |                                          | -                 |
| ミス日本                                                                                        | 日本           | 一般社団法人ミス日本協会                                            | 社会                     | - | - | 1950 | -    |                                          | -                 |
| ミス・ユニバース                                                                                | 世界           | ミス・ユニバース・オーガニゼーション（MUO）                         | 社会                     | - | - | 1952 | -    |                                          | -                 |
| ミズ・リリー                                                                                    | 日本           | オランダ国際球根協会                                                | 園芸                     | 最もユリの似合う女性 | - | 2002 | 2011 |                                          | [ 1 ]             |
| ミス・ワールド                                                                                  | 世界           | ミス・ワールド機構                                                  | 社会                     | - | - | 1951 | -    |                                          | -                 |
| ミューズ女流文学賞                                                                              | 日本           | 短歌総合新聞ミューズ社                                              | 文学                     | - | - | 1980 | -    | -                                        | [ 1 ] [ 9 ]       |
| 紫式部文学賞                                                                                    | 日本           | 宇治市、宇治市教育委員会                                            | 文学                     | 女性作家による日本語の文芸作品・文学研究 | 作家・歌人・女官の紫式部にちなむ                                                                                              | 1991 | -    |                                          | [ 1 ] [ 6 ]       |
| 守田科学研究奨励賞                                                                              | 日本           | 大学女性協会                                                        | 科学                     | 自然科学を専門とする若手女性研究者 | 化学教育者・守田純子にちなむ                                                                                                  | 1998 | -    |                                          | [ 1 ] [ 7 ]       |
| 森わさ賞                                                                                        | 日本           | 神戸学院大学                                                        | 学術、社会               | 研究、教育又は社会における活動において優れた功績をあげた女性の教職員・卒業生・修了生                                                                                  | 教育者・森わさにちなむ | -    | -    |                                          | -                 |
| 山根奨学基金                                                                                    | 日本           | 山根奨学基金                                                        | 社会                     | - | 外交官・山根敏子をしのんで1960年に設立、1961年開始                                                                            | 1961 | -    |                                          | -                 |
| 横浜ビジネスグランプリ 女性起業家賞                                                             | 日本           | 公益財団法人 横浜企業経営支援財団                                   | 社会                     | - | - | 2003 | -    |                                          | [ 1 ]             |
| 米沢富美子記念賞                                                                                | 日本           | 日本物理学会                                                        | 科学                     | - | 物理学者・米沢富美子にちなみ、女性会員の物理学分野における活動を讃え、奨励する                                                | 2019 | -    |                                          | -                 |
| 読売演劇大賞 女優賞                                                                             | 日本           | 読売新聞社                                                          | 演劇                     | - | 1992年創設 | 1993 | -    |                                          | [ 1 ]             |
| 読売「ヒューマン・ドキュメンタリー」大賞                                                        | 日本           | 読売新聞社                                                          | 文学                     | 第1回から第14回までは女性に限る。第15回から第20回は性別問わず | 人間の生きる姿をあるがままに描いた自由な形式の文芸作品を募集                                                                  | 1980 | -    | -                                        | [ 1 ] [ 9 ]       |
| らいらっく文学賞                                                                                | 日本           | 朝日新聞北海道支社                                                  | 文学                     | 女性による小説 | 第1回-第10回「女性の小説」、第11回から「らいらっく文学賞」                                                                    | 1980 | 2004 | -                                        | [ 1 ]             |
| ラ・メール新人賞                                                                                | 日本           | 季刊詩誌『現代詩ラ・メール』                                        | 文学                     | 投稿欄に送られた女性の詩作品 | - | 1984 | 1993 | -                                        | [ 1 ]             |
| ラ・メール短歌賞                                                                                | 日本           | 現代詩ラ・メール                                                    | 文学                     | - | - | 1987 | 1993 | -                                        | [ 1 ]             |
| ラ・メール俳句賞                                                                                | 日本           | 現代詩ラ・メール                                                    | 文学                     | - | - | 1988 | 1992 | -                                        | [ 1 ]             |
| ロレアル-ユネスコ女性科学賞                                                                     | 世界           | ロレアル、国際連合教育科学文化機関(UNESCO)                          | 科学                     | 科学の進歩に貢献した優れた女性科学者 | 科学における女性の地位を向上させる                                                                                            | 1998 | -    |                                          | -                 |
| ロレアル-ユネスコ女性科学賞 国際新人賞                                                          | 世界           | ロレアル、国際連合教育科学文化機関(UNESCO)                          | 科学                     | 生命科学、物理、化学、工学、数学の分野で世界的に評価されるトップ15名の将来有望な若手女性科学者                                                                        | - | -    | -    |                                          | -                 |
| ロレアル-ユネスコ女性科学者 日本奨励賞                                                          | 日本           | 日本ロレアル                                                        | 科学                     | 国内で物質科学や生命科学を研究する、大学院博士課程に在籍または進学予定の40歳未満の女性。留学生は対象外                                                                | - | 2006 | -    |                                          | [ 1 ]             |

## 女性に関する活動や研究に授与される賞
| 賞名                                                                   | 国             | 主催                                                       | 分野               | 対象 | 備考 | 開始 | 終了 | 公式サイト | 出典                |
| ---------------------------------------------------------------------- | -------------- | ---------------------------------------------------------- | ------------------ | --- | --- | ---- | ---- | ---------- | ------------------- |
| JMWH Bayer Grant                                                       | 日本           | 日本女性医学学会                                           | 医学               | 女性医学に関する優れた研究プロジェクトの助成 | 備考 | 2011 | -    |            | -                   |
| あいち国際女性映画祭                                                   | 世界           | 公益財団法人あいち男女共同参画財団                         | 映画               | - | コンペティションあり                                                                                                   | 1996 | -    |            | [ 1 ]               |
| 青山なを研究奨励金                                                     | 日本           | 東京女子大学女性学研究所                                   | 社会               | 東京女子大学卒業生および在学生、これらを代表とするグループによる女性学・ジェンダーに関連する研究活動                                                     | 研究者・青山なをの遺贈による基金にもとづく                                                                             | 1986 | -    |            | -                   |
| 赤松良子賞                                                             | 日本           | 国際女性の地位協会                                         | 人権               | 女性差別撤廃条約に関して貢献した個人、女性の地位向上に顕著な貢献をした個人又は団体                                                                       | 協会創立10周年を記念し、赤松良子会長（当時）寄託の資金により設置                                                       | 1997 | 2016 | -          | [ 1 ] [ 21 ]        |
| 赤松良子ユース賞                                                       | 日本           | 国際女性の地位協会                                         | 人権               | 若手研究者・活動家による、女性差別撤廃条約の精神に合致し、女性の人権及び地位向上にかかわり、またジェンダー問題の解決につながるオリジナルな論文・事例研究 | 協会創立20周年を記念して設置                                                                                           | 2007 | 2016 | -          | [ 21 ]              |
| 赤松良子ジェンダー平等基金                                             | 日本           | 国際女性の地位協会                                         | 人権               | ジェンダー平等、女性のエンパワーメント、女性の権利の実現等のための活動や調査研究等                                                                       | 赤松良子賞の完結と協会創立30周年を受け設置                                                                             | 2017 | -    |            | [ 21 ]              |
| アメリカ探偵作家クラブ#メアリー・ヒギンズ・クラーク賞                  | アメリカ合衆国 | アメリカ探偵作家クラブ                                     | 文学               | サスペンス小説の名手メアリ・H・クラークが示した指標に沿った作品。女性が主人公であること                                                                  | - | 2001 | -    | （英語）   | [ 11 ]              |
| アメリカ探偵作家クラブ#スー・グラフトン記念賞                          | アメリカ合衆国 | アメリカ探偵作家クラブ                                     | 文学               | シリーズものの少なくとも2作目であること。主人公は、一癖あるが自分らしさを持ち、共感できるが博識で知性とウィットに富んだ女性であること                    | スー・グラフトンの代表作にちなんだ賞                                                                                   | 2019 | -    | （英語）   | -                   |
| いい夫婦 パートナー・オブ・ザ・イヤー                                  | 日本           | ｢いい夫婦の日｣をすすめる会                                 | 社会               | その年を代表する理想の夫婦 | - | 1999 | -    |            | [ 1 ]               |
| エンターブレインえんため大賞                                           | 日本           | エンターブレイン                                           | 漫画、文学など     | - | 女性に関する部門賞あり                                                                                                 | 1998 | -    |            | [ 1 ]               |
| エンパワーメント大賞                                                   | 日本           | ワーキングウーマン・パワーアップ会議                       | 社会               | 女性の活躍推進において、 企業・組織で他の範となる事例や、組織内外に大きな影響・貢献を果たしている事例                                                    | - | 2014 | 2015 |            | [ 1 ]               |
| 大阪府女性基金プリムラ賞                                               | 日本           | 大阪府女性基金                                             | 社会               | 男女共同参画社会の実現に向けて、先駆的に活躍をした個人、団体・グループ                                                                                   | - | 1994 | -    |            | [ 22 ]              |
| 大阪府女性基金プリムラ奨励賞                                           | 日本           | 大阪府女性基金                                             | 社会               | 男女共同参画社会の実現に向けて、先駆的に活躍をした個人、団体・グループ                                                                                   | 2005年第13回 | -    | -    | -          | [ 22 ]              |
| 金のティアラ大賞                                                       | 日本           | 集英社の少女・女性漫画雑誌7誌                              | 漫画               | - | 新人漫画賞 | 2007 | 2013 |            | [ 1 ]               |
| 現代短歌新人賞                                                         | 日本           | さいたま市・さいたま市教育委員会                           | 文学               | - | 歌人・大西民子を顕彰する                                                                                               | 2000 | -    |            | [ 1 ]               |
| 現代の裸婦展                                                           | 日本           | 日動画廊                                                   | 美術               | - | カタログは第15回（1992年）で廃刊扱い                                                                                   | 1978 | -    | -          | [ 24 ]              |
| 講談社漫画賞 少女部門                                                  | 日本           | 講談社                                                     | 漫画               | - | - | 1977 | 終了 |            | [ 1 ]               |
| ゴールド・メイクアップ賞                                               | 日本           | 日本メイクアップ連盟                                       | 美容               | メークアップが関わる世界で輝く功績者 | - | 2008 | -    | -          | [ 1 ] [ 25 ]        |
| 小学館新人コミック大賞 少女・女性部門                                  | 日本           | 小学館                                                     | 漫画               | - | - | 1978 | -    |            | [ 1 ]               |
| 小学館漫画賞 少女向け部門                                              | 日本           | 小学館                                                     | 漫画               | - | 2002年まで少女部門 | 1983 | -    |            | [ 1 ]               |
| 小学館ライトノベル大賞 ルルル文庫部門                                  | 日本           | 小学館                                                     | 文学               | - | - | -    | -    | -          | [ 6 ]               |
| 少女フレンド・なかよし新人まんが賞                                     | 日本           | 講談社                                                     | 漫画               | - | 少女漫画の新人賞 | 1971 | 1985 | -          | -                   |
| 女子マンガ大賞                                                         | 日本           | 講談社『FRaU』                                             | 漫画               | - | - | 2013 | -    | -          | [ 1 ] [ 26 ]        |
| 女性活躍パワーアップ大賞                                               | 日本           | ワーキングウーマン・パワーアップ会議                       | 社会               | 女性の活躍推進・生産性向上を目指した取り組みを行っている組織                                                                                             | - | 2016 | 2018 |            | -                   |
| 「女性」懸賞小説                                                       | 日本           | プラトン社                                                 | 文学               | 未発表の小説 | 当選作を「女性」誌上に掲載。第１回の選考委員は谷崎潤一郎、鈴木三重吉、小山内薫                                         | 1923 | 1924 | -          | [ 9 ]               |
| 「女性の学習の歩み」実践・研究レポート                                 | 日本           | 日本女性学習財団                                           | 社会               | - | - | 1991 | 2009 |            | -                   |
| 女性のチャレンジ賞                                                     | 日本           | 内閣府男女共同参画局                                       | 社会               | 起業、NPO法人での活動、地域活動等にチャレンジしている女性個人、女性団体・グループ及びそのようなチャレンジを支援する団体・グループ                        | - | 2004 | -    |            | [ 1 ]               |
| 女性研究者研究業績・人材育成賞（小舘香椎子賞）                         | 日本           | 応用物理学会                                               | 科学（応用物理学） | 応用物理分野で顕著な研究・開発の成果をあげた女性研究者・技術者、女性研究者・技術者の育成に大きく貢献した研究者・技術者または組織・グループ               | 女性研究者・技術者の活躍の場の拡大を祈念                                                                               | 2010 | -    |            | [ 1 ] [ 7 ]         |
| 女性史学賞                                                             | 日本           | 脇田晴子、奈良女子大学アジア・ジェンダー文化学研究センター | 歴史、社会         | 女性史・ジェンダー史的考察をもとに執筆された書籍。文学・社会学・文化人類学・民俗学等の分野も対象                                                         | - | 2006 | -    |            | [ 1 ]               |
| 女性史青山なを賞                                                       | 日本           | 東京女子大学女性学研究所                                   | 歴史               | 女性史の業績に対する賞 | - | 1986 | -    |            | [ 1 ]               |
| 女性人権活動奨励賞(やより賞)                                           | 日本           | NPO法人「女たちの戦争と平和人権基金」                      | 人権               | 草の根で活動する女性や団体 | やより賞・やよりジャーナリスト賞がある                                                                                 | 2005 | 2014 |            | [ 1 ]               |
| 女性文化賞                                                             | 日本           | 高良留美子、米田佐代子                                     | 社会               | 文化の創造に貢献した女性や団体 | - | 1997 | -    | -          | [ 1 ]               |
| 白井博子・地の塩賞                                                     | 日本           | -                                                          | 社会               | 女性運動に「地の塩」のような貢献をした人物 | 平和・女性運動家・白井博子を記念                                                                                       | 1999 | -    | -          | [ 1 ] [ 27 ] [ 28 ] |
| 竹村和子フェミニズム基金助成事業                                       | 日本           | 竹村和子フェミニズム基金                                   | 社会               | フェミニズム／ジェンダー研究、または女性のエンパワメントや女性へのサポートの視点で実施される活動に資する研究・調査                                       | 研究者・竹村和子の意思により設立                                                                                       | 2012 | 2021 |            | [ 7 ]               |
| 男女共同参画社会づくり功労者内閣官房長官表彰                           | 日本           | 内閣府 男女共同参画局                                      | 社会               | 多年にわたり男女共同参画社会づくりに顕著な功績のあった個人                                                                                               | 2008年から内閣総理大臣表彰                                                                                             | 1997 | 2007 |            | -                   |
| 男女共同参画社会づくり功労者内閣総理大臣表彰                           | 日本           | 内閣府 男女共同参画局                                      | 社会               | 多年にわたり男女共同参画社会に向けた気運の醸成等に功績のあった者、各分野において実践的な活動を積み重ね、男女共同参画の推進に貢献してきた者               | 1997年から2007年は内閣官房長官表彰                                                                                     | 2008 | -    |            | [ 1 ]               |
| 男女共同参画・少子化に関する研究活動の支援、並びにこれに関する顕彰事業 | 日本           | 公益社団法人程ケ谷基金                                     | 社会               | - | - | -    | -    |            | [ 1 ]               |
| 津田梅子賞                                                             | 日本           | 津田塾大学                                                 | 社会               | 女性の可能性を広げる取り組みを行う個人または団体・組織 、さまざまな分野で先駆的な活動を展開した女性                                                      | - | 2010 | -    |            | -                   |
| ティーンズハート大賞                                                   | 日本           | 講談社                                                     | 文学               | - | 2004年よりホワイトハート大賞と統合してＸ文庫新人賞                                                                     | -    | 2003 | -          | [ 1 ]               |
| 電撃コミックグランプリ                                                 | 日本           | メディアワークス                                           | 漫画               | 少女マンガ部門あり | - | -    | -    | -          | [ 1 ] [ 30 ]        |
| 電子コミック大賞 女性部門賞                                            | 日本           | コミックシーモア                                           | 漫画               | - | - | 2018 | -    |            | -                   |
| 東京都女性活躍推進大賞                                                 | 日本           | 東京都                                                     | 社会               | 女性の活躍推進に取り組む企業や団体及び個人 | - | 2014 | -    |            | -                   |
| 読者が選ぶ・講談社広告賞 広告大賞 女性誌部門                           | 日本           | 講談社                                                     | 広告               | - | - | -    | -    | -          | [ 1 ]               |
| なかよし新人まんが賞                                                   | 日本           | 講談社                                                     | 漫画               | - | 少女漫画の新人賞 | 1986 | -    |            | -                   |
| 日本産科婦人科学会賞 学術奨励賞                                        | 日本           | 日本産科婦人科学会                                         | 医学               | 卓越した研究業績をあげ将来を嘱望される若手会員 | - | 2005 | -    |            | [ 12 ]              |
| 日本産科婦人科学会賞 教育奨励賞                                        | 日本           | 日本産科婦人科学会                                         | 医学               | 卓越した教育活動を行っている会員 | - | 2020 | -    |            | -                   |
| 日本産科婦人科学会賞 健康・医療活動賞                                  | 日本           | 日本産科婦人科学会                                         | 医学               | 卓越した健康・医療活動を行ってきた会員または会員の所属する団体                                                                                           | - | 2020 | -    |            | -                   |
| 日本産科婦人科学会賞 優秀論文賞                                        | 日本           | 日本産科婦人科学会                                         | 医学               | 優れた論文を筆頭著者として発表した産婦人科専門医 | 若手産婦人科医による優秀な研究を奨励し、産婦人科学の発展に寄与する                                                     | 2011 | -    |            | -                   |
| 日本女性医学学会賞                                                     | 日本           | 日本女性医学学会                                           | 医学               | 女性医学に関する卓越した研究業績をあげ、会の運営面において顕著な貢献をした正会員                                                                         | - | 1996 | -    |            | -                   |
| 日本女性医学学会 奨励賞                                                | 日本           | 日本女性医学学会                                           | 医学               | 女性医学に関する優れた研究業績をあげた若手の正会員 | - | 2012 | -    |            | -                   |
| 日本女性医学学会 優秀演題賞                                            | 日本           | 日本女性医学学会                                           | 医学               | - | 1999-2011学術奨励賞 | 2012 | -    |            | -                   |
| 日本女性学習財団賞                                                     | 日本           | 日本女性学習財団                                           | 社会               | 男女共同参画社会の実現に向けた実践や研究を自らの視点でまとめたレポート                                                                                   | - | 2011 | 2015 |            | [ 1 ]               |
| 日本女性学習財団 未来大賞                                              | 日本           | 日本女性学習財団                                           | 社会               | 男女共同参画社会、多様な人々が生きやすい社会の実現に向けての思いや過程などをまとめたレポート                                                             | - | 2017 | -    |            | -                   |
| 日本乳癌学会 Breast Cancer 優秀論文賞                                  | 日本           | 日本乳癌学会                                               | 医学               | - | - | 1999 | -    |            | -                   |
| 日本乳癌学会 研究奨励賞                                                | 日本           | 日本乳癌学会                                               | 医学               | - | - | 1995 | -    |            | [ 12 ]              |
| 白泉社アテナ新人大賞                                                   | 日本           | 白泉社                                                     | 漫画               | - | 少女漫画家輩出を目的として開催する新人漫画賞。1976年から1983年「アテナ大賞」、2013年から「白泉社少女まんが新人大賞」   | 1976 | 2012 |            | -                   |
| 白泉社少女まんが新人大賞                                               | 日本           | 白泉社                                                     | 漫画               | - | - | 2013 | -    |            | -                   |
| パレットノベル大賞                                                     | 日本           | 小学館                                                     | 文学               | 少女向けのライトノベル作品 | 公募による新人文学賞                                                                                                   | 1989 | 2005 | -          | [ 12 ]              |
| 平塚らいてう賞                                                         | 日本           | 日本女子大学                                               | 社会               | 平塚らいてうの研究/男女共同参画社会の実現/女性解放を通じた世界平和に関わる研究や活動のいずれかについて、研究を行う個人または団体                         | - | 2005 | -    |            | [ 1 ]               |
| 「婦人公論」読者賞                                                     | 日本           | 中央公論社                                                 | 文学               | - | - | 1962 | 1970 | -          | [ 31 ]              |
| 婦人公論文芸賞                                                         | 日本           | 中央公論新社                                               | 文学               | - | - | 2001 | 2005 | -          | [ 12 ]              |
| 婦人朝日今月の新人                                                     | 日本           | 朝日新聞社「婦人朝日」                                     | 文学               | - | 女性新人発掘を目的とする。選考委員：婦人朝日編集部                                                                     | 1958 | 1958 | -          | [ 32 ]              |
| フラウ文芸大賞                                                         | 日本           | 講談社『FRaU』                                             | 文学               | 本の現場にいる女性が、女性のために、心から薦めたい作品                                                                                                   | - | 2013 | 2015 |            | [ 1 ] [ 26 ] [ 33 ] |
| ベストメン賞                                                           | 日本           | 日本BPW連合会                                              | 社会               | 平和・開発・平等の実現に尽くした男性 | 1985年「国際婦人の10年」にあたって、女性と男性の「いい関係」をつくりだすことを願い創設。2018年には60周年記念として開催 | 1985 | 2002 |            | [ 1 ]               |
| ホワイトハート新人賞                                                   | 日本           | 講談社                                                     | 文学               | - | ライトノベル系新人賞。2004年から2007年はX文庫新人賞                                                                    | 2008 | -    |            | [ 29 ]              |
| ホワイトハート大賞                                                     | 日本           | 講談社                                                     | 文学               | - | ライトノベル系新人賞。1993年創設。2004年から2007年はX文庫新人賞                                                        | 1994 | 2003 | -          | [ 29 ] [ 34 ]       |
| マドモアゼル読者賞                                                     | 日本           | 小学館「マドモアゼル」                                     | 文学               | - | 選考委員 石井好子、臼井吉見、奥野健太郎、中島健蔵、丹羽文雄、三宅艶子                                                  | 1964 | -    | -          | [ 9 ]               |
| メンター・アワード                                                     | 日本           | ワーキングウーマン・パワーアップ会議                       | 社会               | - | メンターによるサポートの意義や重要性を広く普及させ、女性の活躍を応援する組織風土の醸成や活躍推進の加速を目的           | 2009 | 2013 |            | [ 1 ]               |
| 山川菊栄賞(山川菊栄記念婦人問題研究奨励金)                             | 日本           | 山川菊栄記念会                                             | 社会               | 婦人問題の研究・調査などに実績を示した個人またはグループ（原則として女性・女性グループ）                                                                 | - | 1981 | 2014 | -          | [ 1 ]               |
| ユネスコ女子と女性の教育賞                                             | 世界           | ユネスコ                                                   | 教育               | 女子と女性の教育の支援や推進のために優れたイノベーションや重要な貢献を行っている個人、団体又はNGO                                                        | - | 2016 | -    | （英語）   | [ 35 ]              |
| よい夫婦の日 ナイス・カップル                                          | 日本           | -                                                          | 社会               | - | - | 1994 | -    | -          | [ 1 ]               |
| 読売・日本テレビWoman's Beat大賞カネボウスペシャル21                   | 日本           | 読売新聞社、日本テレビ放送網                               | 文学               | 21世紀を生きる女性に勇気や希望を与える「新しい女性の生き方」をつづったノンフィクション作品                                                               | - | 2002 | 2004 | -          | [ 1 ]               |
| 裸婦大賞展（日本画）                                                   | 日本           | -                                                          | 美術               | - | 現代日本画における裸婦表現の美に焦点をあてたコンクール展                                                               | 1985 | -    | -          | [ 36 ]              |
| リカジョ育成賞                                                         | 日本           | 日産財団                                                   | 科学               | 女子小中高生を対象に実施した、理系分野における興味・関心の向上や能力の育成を目的とした活動                                                               | 科学技術分野の未来を担う理系女子のタマゴとなる理科好き女子(リカジョ)の育成を目指して設立                               | 2018 | -    |            | [ 2 ]               |
| ロート女性健康科学研究助成（ロート女性健康科学研究賞）                 | 日本           | ロート製薬女性健康科学研究会                               | 科学               | 妊娠・出産および女性の健康長寿などに関する研究に功績のあった若手産婦人科研究者                                                                           | - | 2009 | -    |            | [ 7 ]               |

## 女性の名前を冠した賞
| 賞名                                                         | 国               | 主催 | 分野                     | 対象 | 備考 | 開始 | 終了 | 公式サイト                           | 出典                |
| ------------------------------------------------------------ | ---------------- | --- | ------------------------ | --- | --- | ---- | ---- | ------------------------------------ | ------------------- |
| BCSラブレス・メダル                                          | イギリス         | en:BCS, The Chartered Institute for IT                                                                              | 情報科学                 | コンピューティングの理解と発展への卓越した貢献 | 英国におけるコンピュータ分野の最高賞。エイダ・ラブレスにちなむ | 1998 | -    | （英語）                             | -                   |
| O夫人児童青少年演劇賞                                        | 日本             | 公益社団法人日本児童青少年演劇協会                                                                                  | 演劇                     | 児童青少年演劇の創造普及に貢献した女性 | - | 1985 | -    |                                      | [ 1 ]               |
| PRACEエイダ・ラブレス賞                                      | 世界             | PRACE(Partnership for Advanced Computing in Europe)                                                                 | 情報科学                 | 欧州および世界のHPC(高性能コンピューティング)に多大な貢献と影響を与え、科学的キャリアを歩み始めた女性のロールモデルとなった女性科学者                                 | エイダ・ラブレスにちなむ | 2016 | -    | （英語）                             | [ 37 ]              |
| 青山なを研究奨励金                                           | 日本             | 東京女子大学女性学研究所                                                                                            | 社会                     | 東京女子大学卒業生および在学生、これらを代表とするグループによる女性学・ジェンダーに関連する研究活動                                                                  | 研究者・青山なをの遺贈による基金にもとづく | 1986 | -    |                                      | -                   |
| アガサ・クリスティー賞                                       | 日本             | 早川書房、公益財団法人早川清文学振興財団                                                                            | 文学                     | 総合的なミステリ小説 | 推理小説作家・アガサ・クリスティにちなむ。新人作家の発掘と育成を目的とする | 2010 | -    |                                      | -                   |
| アガサ賞                                                     | アメリカ合衆国   | マリス・ドメスティック                                                                                              | 文学                     | 伝統的なミステリ | 推理小説作家・アガサ・クリスティにちなむ。 | 1988 | -    | （英語）                             | [ 11 ]              |
| 赤松良子賞                                                   | 日本             | 国際女性の地位協会                                                                                                  | 人権                     | 女性差別撤廃条約に関して貢献した個人、女性の地位向上に顕著な貢献をした個人又は団体                                                                                    | 協会創立10周年を記念し、赤松良子会長（当時）寄託の資金により設置 | 1997 | 2016 | -                                    | [ 1 ] [ 21 ]        |
| 赤松良子ユース賞                                             | 日本             | 国際女性の地位協会                                                                                                  | 人権                     | 若手研究者・活動家による、女性差別撤廃条約の精神に合致し、女性の人権及び地位向上にかかわり、またジェンダー問題の解決につながるオリジナルな論文・事例研究              | 協会創立20周年を記念して赤松良子会長（当時）寄託の資金により設置 | 2007 | 2016 | -                                    | [ 21 ]              |
| 赤松良子ジェンダー平等基金                                   | 日本             | 国際女性の地位協会                                                                                                  | 人権                     | ジェンダー平等、女性のエンパワーメント、女性の権利の実現等のための活動や調査研究等                                                                                    | 赤松良子賞の完結と協会創立30周年を受け、赤松良子名誉会長の貢献を記念し設置 | 2017 | -    |                                      | [ 21 ]              |
| 赤松良子賞 (津田塾大学)                                      | 日本             | 津田塾大学 | 社会                     | 総合政策学科の優秀学生 | 赤松良子にちなむ | 2021 | -    |                                      | -                   |
| 秋枝蕭子学生研究奨励金                                       | 日本             | 東京女子大学女性学研究所                                                                                            | 社会                     | 東京女子大学大学院生が自主的に形成した研究グループまたは個人が、東京女子大学教員（非常勤も含む）の助言のもとに行う女性学・ジェンダーに関連する研究活動                | 研究者・秋枝蕭子の寄贈による基金にもとづく。2016年度から対象を大学院生にしぼる | 1994 | -    |                                      | -                   |
| アストリッド・リンドグレーン記念文学賞                       | 世界             | スウェーデン政府 | 文学                     | 児童文学、青少年向けの文学作品 | 作家・アストリッド・リンドグレーンを記念し、2002年創設、2003年から授与 | 2002 | -    | （北部サーミ語）（英語）             | [ 11 ]              |
| アニー・J・キャノン賞                                        | アメリカ合衆国   | アメリカ天文学会 | 科学（天文学）           | 天文学の分野で功績のあった女性の博士課程修了者 | 天文学者・アニー・ジャンプ・キャノンを記念 | 1934 | -    | （英語）                             | -                   |
| アメリカ探偵作家クラブ賞 メアリー・ヒギンズ・クラーク賞      | アメリカ合衆国   | アメリカ探偵作家クラブ                                                                                              | 文学                     | 推理小説作家・メアリ・H・クラークが示した指標に沿った作品。女性が主人公であること                                                                                     | - | 2001 | -    | （英語）                             | [ 11 ]              |
| アメリカ探偵作家クラブ賞スー・グラフトン記念賞               | アメリカ合衆国   | アメリカ探偵作家クラブ                                                                                              | 文学                     | シリーズものの少なくとも2作目であること。主人公は、一癖あるが自分らしさを持ち、共感できる、博識で知性とウィットに富んだ女性であること                                 | 推理小説作家・スー・グラフトンの代表作にちなんだ賞 | 2019 | -    | （英語）                             | -                   |
| アンナ・ゼーガース賞                                         | 世界             | アンナ・ゼーガース財団                                                                                              | 文学                     | ドイツ語圏とラテンアメリカ諸国の作家 | 小説家・アンナ・ゼーガースの遺志により、作品の収益を若い作家の育成に役立てるため創設 | 1986 | -    | （ドイツ語）                         | -                   |
| 池田晶子記念 わたくし、つまりNobody賞                        | 日本             | NPO法人 わたくし、つまりNobody                                                                                      | 表現全般                 | 賞の趣旨に相応しい人物 | 文筆家・池田晶子の意思と業績を記念し、新しい言葉の担い手に向けて創設 | 2007 | -    |                                      | -                   |
| イサベル・ラ・カトリカ勲章                                   | スペイン         | スペイン国王 | -                        | - | イサベル女王にちなむ | 1815 | -    | -                                    | [ 38 ]              |
| 一葉賞                                                       | 日本             | 日本文学報国会 | 文学                     | - | 昭和19年に創設、1回の授賞のみで終了 | 1944 | 1944 | -                                    | [ 9 ]               |
| 入澤彩記念女性生理学者奨励賞（入澤彩賞）                     | 日本             | 日本生理学会 | 科学（生理学）           | 優れた女性生理学者の研究 | 生理学研究者・入澤彩の遺志に基づき設立 | 2010 | -    |                                      | [ 1 ] [ 5 ]         |
| 入澤宏・彩記念若手研究奨励賞（入澤記念若手賞）               | 日本             | 日本生理学会 | 科学（生理学）           | 心臓・循環およびイオンチャネル・トランスポーターに関連する領域で活躍する若手研究者                                                                                    | 生理学研究者・入澤彩の資金をもとに設立 | 2010 | -    |                                      | -                   |
| インディラ・ガンディー賞                                     | 世界             | インディラ・ガンディー記念財団                                                                                      | 平和                     | 政治家、学者、経済人等、国際平和に貢献した人物 | 政治家・インディラ・ガンディーにちなむ | 1986 | -    | -                                    | -                   |
| ヴィクトリア・メダル                                         | イギリス         | 王立地理学会 | 地理                     | 地理学の研究における顕著な功績 | ヴィクトリア女王にちなむ | 1902 | -    | （英語）                             | -                   |
| ヴィクトリア十字章                                           | イギリス         | - | 勲章                     | イギリスおよび英連邦王国構成国の軍人 | ヴィクトリア女王が創設。最高の戦功章 | 1856 | -    | -                                    | [ 39 ]              |
| ヴィクトリアマイル                                           | 日本             | 日本中央競馬会（JRA）                                                                                               | 競馬                     | - | 中央競馬の春の4歳以上の牝馬マイル重賞競走（GI）。ローマ神話の勝利の女神ヴィクトリアにちなむ | 2006 | -    |                                      | -                   |
| ヴィクトリア名誉メダル                                       | イギリス         | 王立園芸協会 | 園芸                     | 協会から特別な栄誉を受けるにふさわしい英国の園芸家 | Victoria Medal of Honour (VMH)、ヴィクトリア女王にちなむ | 1897 | -    | （英語）                             | -                   |
| 上村悦子奨学金                                               | 日本             | 日本女子大学 | 文学                     | 日本文学専攻の大学院生、学業人物優秀者 | 国文学者・上村悦子にちなむ | -    | -    |                                      | -                   |
| 氏家壽子記念奨学金                                           | 日本             | 日本女子大学 | 家政学                   | 家政経済学科4年次の学部生、人物学業優秀で家政経済学科の発展を目指す者                                                                                                 | 家政学者・氏家寿子にちなむ | -    | -    |                                      | -                   |
| エイダ・ラブレス賞                                           | アメリカ合衆国   | AWC（en:Association for Women in Computing）                                                                        | 情報科学                 | 科学的・技術的に優れた業績。コンピューティング分野での女性のための業績や貢献による特別な功労。                                                                        | エイダ・ラブレスにちなむ | 1982 | -    | （英語）                             | -                   |
| エイダ・ラブレス賞（アメリカ南部の非営利の賞）               | アメリカ合衆国   | LookFar | 科学技術                 | 地域の技術コミュニティーに影響を与えた湾岸南部の女性たち | 女性たちが多くの障害に直面しながらも到達した功績を紹介・賞賛することで、テクノロジー業界に存在する不公平に挑戦する。エイダ・ラブレスにちなむ                                                                         | 2015 | -    | （英語）                             | -                   |
| 江口裕子学生研究奨励金                                       | 日本             | 東京女子大学女性学研究所                                                                                            | 社会                     | 東京女子大学学生（学部および大学院所属)が自主的に形成したグループまたは個人が、東京女子大学教員（非常勤も含む）の助言のもとに行う女性学・ジェンダーに関連する研究活動 | 研究者・江口裕子の遺贈による基金にもとづく | 2016 | -    |                                      | -                   |
| エミィ賞グランプリ                                           | 日本             | エミィ賞実行委員会                                                                                                  | 演劇                     | コメディ女優 | コメディ女優・牧野エミの業績を記念 | 2017 | -    |                                      | -                   |
| エリザベート王妃国際音楽コンクール                           | 世界             | - | 音楽                     | - | ベルギーのブリュッセルで開催される、ベルギー元王妃・エリザベート・ド・バヴィエールの名を冠した国家的行事。当初は「ウジェーヌ・イザイ・コンクール」であったが、1951年に「エリザベート王妃・コンクール」へと変更された | 1937 | -    | （フランス語）（英語）（オランダ語） | -                   |
| エリザベス女王工学賞                                         | 世界             | エリザベス女王工学賞財団                                                                                            | 工学                     | 工学的見地から人類に対し著しい貢献をした個人もしくは団体 | イギリス女王エリザベス2世にちなむ | 2013 | -    | （英語）                             | -                   |
| エリザベス女王杯                                             | 日本             | 日本中央競馬会（JRA）                                                                                               | 競馬                     | - | 中央競馬の重賞競走（GI）。1975年エリザベス2世来日を記念 | 1976 | -    |                                      | -                   |
| エレーナ・リヒテル国際ピアノコンクール                       | 世界             | 一般社団法人東京国際芸術協会                                                                                        | 音楽                     | これからもっとピアノを勉強したいという小学生から社会人 | ピアニスト・エレーナ・リヒテルが審査委員長をつとめる | 2008 | -    |                                      | -                   |
| 大原富枝賞                                                   | 日本             | 本山町、本山町教育委員会、大原富枝文学館                                                                            | 文学                     | 高知県在住もしくは高知県出身者 | 高知県の文学の振興のために創設された文学賞。大原富枝にちなむ | 1991 | -    |                                      | [ 6 ]               |
| お茶の水女子大学賞 保井コノ賞                                | 日本             | お茶の水女子大学 | 科学（生命科学）         | 生命科学とその関連領域科学の諸分野において顕著な業績を挙げた女性 | 研究者・保井コノの遺志が若い世代に受け継がれることを願う | 2016 | -    |                                      | [ 2 ]               |
| お茶の水女子大学賞 辻村みちよ賞                              | 日本             | お茶の水女子大学 | 科学（家政学、生活科学） | 家政学・生活科学の諸分野において顕著な業績を挙げた女性 | 研究者・辻村みちよの遺志が若い世代に受け継がれることを願う | 2016 | -    |                                      | -                   |
| お茶の水女子大学賞 小泉郁子賞                                | 日本             | お茶の水女子大学 | 人文社会科学             | 人文社会科学の諸分野において顕著な業績を挙げた女性 | 研究者・小泉郁子の遺志が若い世代に受け継がれることを願う | 2016 | -    |                                      | -                   |
| お茶の水女子大学賞 黒田チカ賞                                | 日本             | お茶の水女子大学 | 科学                     | 自然科学の諸分野において研究業績が顕著であり、将来当該分野において国際的に活躍する女性研究者となることが期待される者                                                  | 研究者・黒田チカの自然科学研究への貢献と業績を讃えると共に、若手女性研究者の活躍を願う。研究者・前田侯子からの寄付をもとに設立                                                                                       | 2015 | -    |                                      | -                   |
| お茶の水女子大学賞 湯浅年子賞                                | 日本             | お茶の水女子大学 | 科学                     | 自然科学の諸分野において顕著な研究業績を挙げた者。 また、自然科学の社会的普及活動あるいは同分野の女性研究者を増大させる活動において、顕著な業績を挙げた者             | 研究者・湯浅年子の自然科学及びその関連分野に対する功績を記念 | 2013 | -    |                                      |                     |
| 学術研究助成 溝口昌子賞                                      | 日本             | 日本女医会 | 医学                     | - | 医学博士・溝口昌子の遺志により、女性医師のキャリアアップと永年勤続を目的として設立 | 2015 | -    |                                      | [ 7 ]               |
| 学術研究助成 山﨑倫子賞                                      | 日本             | 日本女医会 | 医学                     | - | 医師・山﨑倫子にちなむ。最も優秀と判断された1件に授与される | 2016 | -    |                                      | -                   |
| 桂信子賞                                                     | 日本             | 公益財団法人柿衛文庫                                                                                                | 文学                     | 優れた女性俳人 | 俳人・桂信子にちなむ | 2009 | -    |                                      | [ 1 ] [ 6 ]         |
| 加藤シヅエ賞                                                 | 日本             | 日本家族計画連盟など                                                                                                | 社会                     | 開発途上国、または日本国内で、生涯を通した女性の健康や地位向上をテーマに実践活動、または調査・研究している日本在住の女性（団体、グループ、外国人も可）                | 婦人解放運動家・加藤シヅエにちなむ。将来を担う女性を鼓舞し育成する | 1996 | -    | -                                    | [ 1 ]               |
| 亀高文子記念ー赤艸社賞                                       | 日本             | 兵庫県文化協会 | 絵画                     | 創作活動を通じて県民文化の高揚に功績があった女性洋画家 | 画家・亀高文子にちなむ。1989年兵庫県文化協会赤艸社賞→1995年亀高文子記念ー赤艸社賞 | 1989 | -    |                                      | [ 1 ]               |
| 河上サワ記念奨学金                                           | 日本             | 日本女子大学 | 科学                     | 理学部物質生物科学科の学部生、学業人物優秀者 | 河上サワにちなむ | -    | -    |                                      | -                   |
| 河上鈴子スペイン舞踊賞                                       | 日本             | 現代舞踊協会 | 舞踊                     | 国内で発表されたスペイン舞踊の分野で優れた業績をあげた個人または団体                                                                                                  | 舞踊家・河上鈴子にちなむ | 1988 | -    |                                      | [ 12 ]              |
| 河上鈴子記念現代舞踊フェスティバル優秀賞                     | 日本             | 現代舞踊協会 | 舞踊                     | 「現代舞踊フェスティバル」発表作品の最優秀者 | 舞踊家・河上鈴子にちなむ | 1988 | -    |                                      | [ 12 ]              |
| 河上鈴子スペイン舞踊新人賞                                   | 日本             | 現代舞踊協会 | 舞踊                     | 新人舞踊公演スペイン舞踊部門の最優秀者 | 舞踊家・河上鈴子にちなむ。スペイン舞踊の新人を育成する | 1988 | -    |                                      | -                   |
| 川喜多賞                                                     | 日本             | 川喜多記念映画文化財団                                                                                              | 映画                     | 長年の努力により日本映画の芸術文化の発展に甚大なる功績を残した個人・団体                                                                                              | 川喜多長政・川喜多かしこ夫妻、長女の川喜多和子の業績を記念 | 1983 | -    |                                      | [ 12 ]              |
| 岸野寿美・淳子賞                                             | 日本             | 思想の科学社 | -                        | - | 記者・岸野淳子の没後に設立 | -    | -    | -                                    | -                   |
| 北川千代賞                                                   | 日本             | 日本児童文学者協会                                                                                                  | 文学                     | 優れた新人童話作家 | 児童文学作家・北川千代の業績を記念 | 1969 | -    | -                                    | [ 43 ] [ 44 ]       |
| 金城芳子基金                                                 | 日本             | 公益社団法人沖縄協会                                                                                                | 社会                     | 沖縄女性の地位向上のための研究、調査、活動。原則として女性であること(個人、団体及びグループ)                                                                          | 福祉活動家・金城芳子の遺志に基づく | 1992 | -    |                                      | -                   |
| クーリッジ・メダル                                           | -                | - | 音楽                     | 室内楽に貢献した人物 | エリザベス・スプレーグ・クーリッジにちなむ | 1932 | -    | -                                    | -                   |
| 葛原妙子賞                                                   | 日本             | 砂子屋書房 | 文学                     | 中堅女性歌人の優れた歌集 | 歌人・葛原妙子にちなむ | 2005 | 2016 | -                                    | [ 1 ] [ 6 ]         |
| 久米賞・百合子賞                                             | 日本             | 郡山青年会議所 | 文学                     | 郡山市内に在学・在籍する中学3年生による未発表の小説や詩 | 久米正雄、宮本百合子を顕彰 | 1962 | -    |                                      | -                   |
| グレース・ホッパー賞                                         | 世界             | Association for Computing Machinery(計算機協会・略称ACM)                                                            | 情報科学                 | 35歳以下のコンピュータの専門家、技術的または業務的な重要な貢献をした者                                                                                                | 科学者・グレース・ホッパーにちなむ | 1971 | -    | （英語）                             | -                   |
| グローバル東敦子賞                                           | 日本             | グローバル国際交流基金                                                                                              | 音楽                     | - | 声楽家・東敦子にちなむ。新進声楽家育成 | 1987 | -    | -                                    | [ 45 ] [ 46 ]       |
| グローバル松山樹子賞                                         | 日本             | グローバル国際交流基金                                                                                              | -                        | - | バレリーナ・松山樹子にちなむ | -    | -    | -                                    | [ 46 ]              |
| グローバル森下洋子・清水哲太郎賞                             | 日本             | グローバル国際交流基金                                                                                              | -                        | - | バレリーナ・森下洋子、バレエダンサー・清水哲太郎にちなむ | -    | -    | -                                    | [ 46 ]              |
| 桑沢賞                                                       | 日本             | 桑沢デザイン研究所同窓会                                                                                            | デザイン                 | - | ファッションデザイナー・桑沢洋子の業績を記念 | 1993 | -    |                                      | -                   |
| 桑名杯                                                       | 日本             | 日本女子テニス連盟                                                                                                  | スポーツ                 | - | 日本女子テニス連盟初代会長・桑名寿枝子の米寿を記念して創設 | 1981 | -    |                                      | -                   |
| ケイト・グリーナウェイ賞                                     | イギリス         | 英国図書館協会 | 文学、芸術               | 1年間にイギリスで出版された絵本のうち、特に優れたものの画家 | 画家・ケイト・グリーナウェイを記念 | 1956 | -    | （英語）                             | [ 11 ]              |
| 小井手伊勢子奨学金                                           | 日本             | 小井手ファッションビューティ専門学校                                                                                | 美容                     | 家族（祖父母・父母・兄弟・姉妹）が卒業生、又は在校生である者 | 創立者小井手伊勢子にちなむ | -    | -    |                                      | -                   |
| 河野愛子賞                                                   | 日本             | 砂子屋書房 | 文学                     | 中堅女性歌人の優れた歌集および河野愛子をテーマにした評論集 | 歌人・河野愛子にちなむ | 1991 | 2004 | -                                    | [ 1 ] [ 6 ]         |
| 五島美代子賞                                                 | 日本             | 五島茂 | 文学                     | - | 歌人・五島美代子三年忌を機に創設 | 1981 | -    | -                                    | [ 9 ]               |
| 笹本恒子写真賞                                               | 日本             | 日本写真家協会 | 写真                     | - | 写真家・笹本恒子にちなみ、若い写真家の写真活動を助成 | 2016 | -    |                                      | -                   |
| 猿橋賞                                                       | 日本             | 女性科学者に明るい未来をの会                                                                                        | 科学                     | 自然科学分野で顕著な研究業績をおさめた50歳未満の女性科学者 | 科学者・猿橋勝子にちなむ | 1981 | -    |                                      | [ 1 ]               |
| シモーヌ・ド・ボーヴォワール賞                               | 世界             | - | 全般                     | 法律、労働、教育、研究、文学、社会活動などの分野において、女性の自由の擁護と促進のために、特に世界的な貢献をした個人、団体、作品、活動等                              | 哲学者・シモーヌ・ド・ボーヴォワールの生誕100年を記念して創設 | 2008 | -    | （フランス語）                       | -                   |
| シャーリイ・ジャクスン賞                                     | アメリカ合衆国   | - | 文学                     | 心理サスペンス、ホラー、ダーク・ファンタジーの要素を持つ文学作品 | 作家・シャーリイ・ジャクスンにちなんだ賞。プロの作家、編集者、批評家、学者などからなる審査員の投票によって決定される                                                                                                 | 2007 | -    | （英語）                             | -                   |
| ジャクソン＝グウィルト・メダル                               | イギリス         | 王立天文学会 | 科学（天文学）           | 天文学の装置・技術の発明、改善、発展や、観測天文学上、天文史上で業績を上げたもの                                                                                      | 賞の原資となる資金を遺贈したハンナ・ジャクソン＝グウィルトにちなむ。 | 1897 | -    | （英語）                             | -                   |
| 少年少女の詩 江間章子賞                                      | 日本             | 岩手県 八幡平市 | 文学                     | 県内小中学校からの応募作品 | 詩人・江間章子の功績を顕彰 | 1998 | -    |                                      | [ 6 ]               |
| 昭和女子大学 女性文化研究賞（坂東眞理子基金）                | 日本             | 昭和女子大学 | 社会                     | - | 評論家・坂東眞理子にちなむ | 2008 | -    |                                      | [ 1 ]               |
| 昭和女子大学 女性文化研究奨励賞（坂東眞理子基金）            | 日本             | 昭和女子大学 | 社会                     | - | 評論家・坂東眞理子にちなむ | 2008 | -    |                                      | -                   |
| 女王功績勲章                                                 | ニュージーランド | ニュージーランド国王（エリザベス2世）                                                                               | 社会                     | 公共部門と地域共社会の活動において、ニュージーランド国王へ誠実なる功績を残した者                                                                                      | - | 1975 | -    | （英語）                             | -                   |
| 女性研究者研究業績・人材育成賞（小舘香椎子賞）               | 日本             | 応用物理学会 | 科学（応用物理学）       | 応用物理分野で顕著な研究・開発の成果をあげた女性研究者・技術者、女性研究者・技術者の育成に大きく貢献した研究者・技術者または組織・グループ                            | 研究者・小舘香椎子の寄付をもとに設立。女性研究者・技術者の活躍の場の拡大を祈念 | 2010 | -    |                                      | [ 1 ] [ 7 ]         |
| 女性史青山なを賞                                             | 日本             | 東京女子大学女性学研究所                                                                                            | 歴史                     | 女性史の業績に対する賞 | 研究者・青山なをにちなむ | 1986 | -    |                                      | [ 1 ]               |
| 女性人権活動奨励賞(やより賞)                                 | 日本             | NPO法人「女たちの戦争と平和人権基金」                                                                               | 人権                     | 草の根で活動する女性や団体 | ジャーナリスト・松井やよりにちなむ | 2005 | 2014 |                                      | [ 1 ]               |
| 白井博子・地の塩賞                                           | 日本             | - | 社会                     | 女性運動に「地の塩」のような貢献をした人物 | 平和・女性運動家・ 白井博子 を記念 | 1999 | -    | -                                    | [ 1 ] [ 27 ] [ 28 ] |
| 須賀敦子翻訳賞                                               | 日本             | イタリア文化会館 | 文学                     | イタリア語作品の優れた翻訳 | 随筆家・須賀敦子にちなむ。隔年で贈られる | 2014 | -    |                                      | -                   |
| スコシアバンク・ギラー賞                                     | カナダ           | - | 文学                     | カナダの小説（長編および短編）における優れた作品 | ジャーナリストのドリス・ギラーに敬意を表して創設 | 1994 | -    | （英語）                             | [ 11 ]              |
| 鈴木深雪記念奨学金                                           | 日本             | 日本女子大学 | 学術                     | 人間生活学研究科博士課程後期の大学院生、研究者としての資質・将来性を備えた者                                                                                          | 研究者・鈴木深雪にちなむ | -    | -    |                                      | -                   |
| 声優アワード 高橋和枝賞                                      | 日本             | 声優アワード実行委員会                                                                                              | 分野                     | 声優という職業を各メディアを通じて多く広めた女性 | 女優・声優の高橋和枝にちなむ | 2010 | -    |                                      | [ 1 ]               |
| 関根賞                                                       | 日本             | 関根賞運営委員会 | 語学、文学               | 新進・中堅の女性研究者による平安時代の文学・語学研究 | 研究者・関根慶子の基金により創設 | 1993 | 2022 |                                      | [ 1 ]               |
| 千嘉代子賞                                                   | 日本             | ソロプチミスト日本財団                                                                                              | 社会                     | 財団が事業として掲げる分野に該当する活動を行い、その活動において顕著な功績が認められる日本人                                                                          | 茶人・千嘉代子にちなむ | -    | -    |                                      | [ 12 ]              |
| 全米書評家協会賞 ノーナ・バラキアン賞                        | アメリカ合衆国   | 全米書評家協会 | 文学                     | 協会員が書いた優れた書評 | 文芸評論家・ノーナ・バラキアンにちなむ | -    | -    | （英語）                             | [ 11 ]              |
| 高松宮妃癌研究基金学術賞                                     | 日本             | 高松宮妃癌研究基金                                                                                                  | 医学                     | がんの領域において特に優れた業績を挙げた学者・研究者 | 高松宮妃喜久子にちなむ | 1969 | -    |                                      | [ 12 ]              |
| 多喜二・百合子賞                                             | 日本             | 日本共産党 | 文学                     | 民主主義文学のすぐれた作品（ジャンルは問わない） | 小林多喜二、宮本百合子にちなむ | 1969 | 2005 | -                                    | -                   |
| 武内俊子賞                                                   | 日本             | - | 文学                     | - | 童謡詩人・童話作家の武内俊子にちなむ | 1961 | -    | -                                    | [ 9 ]               |
| 竹村和子フェミニズム基金助成事業                             | 日本             | 竹村和子フェミニズム基金                                                                                            | 社会                     | フェミニズム／ジェンダー研究、または女性のエンパワメントや女性へのサポートの視点で実施される活動に資する研究・調査                                                    | 研究者・竹村和子の意思により設立 | 2012 | 2021 |                                      | [ 7 ]               |
| 多田謡子反権力人権賞                                         | 日本             | 多田謡子反権力人権基金                                                                                              | 人権                     | 日常的に権力と闘い人権擁護に努めている各種の団体および個人 | 弁護士・多田謡子にちなむ | 1989 | -    |                                      | -                   |
| 橘秋子賞                                                     | 日本             | 橘秋子記念財団 | 舞踊                     | バレエ芸術の優秀な成果 | バレエダンサー、振付家の橘秋子にちなむ | 1975 | -    |                                      | [ 12 ] [ 47 ]       |
| 田村俊子賞                                                   | 日本             | 田村俊子会 | 文学                     | 女流作家の優れた作品 | 小説家・田村俊子にちなむ | 1961 | 1977 | -                                    | [ 12 ]              |
| 丹下記念奨学金                                               | 日本             | 日本女子大学 | 科学                     | 理学部の学業人物優秀者 | 研究者・丹下梅子にちなむ | -    | -    |                                      | -                   |
| 秩父宮妃記念結核予防功労賞                                   | 日本             | 結核予防会 | 医学                     | 結核予防に貢献した個人・団体 | 長く結核予防会総裁を務めた秩父宮妃を記念 | -    | -    |                                      | [ 12 ]              |
| 茅野蕭々・雅子記念奨学金                                     | 日本             | 日本女子大学 | 文学                     | 文学研究科の大学院生、学資援助を必要とする学業成績優秀な者 | ドイツ文学者・詩人の茅野蕭々と、妻で歌人の茅野雅子にちなむ | -    | -    |                                      | -                   |
| 千葉益子賞                                                   | 日本             | 百日草 | 美容                     | 着付けの各種技術の優秀な者 | 美容家の千葉益子にちなむ | 1967 | -    |                                      | [ 48 ]              |
| 辻荘一・三浦アンナ記念学術奨励金                             | 日本             | 立教大学 | 芸術                     | キリスト教音楽またはキリスト教芸術領域の研究者 | 研究者・辻荘一、三浦アンナの功績を記念 | 1988 | -    |                                      | -                   |
| 土井たか子人権賞                                             | 日本             | アジア人権基金 | 人権                     | - | 政治家・土井たか子にちなむ | 1996 | -    | -                                    | [ 49 ]              |
| トニー賞                                                     | アメリカ合衆国   | アメリカン・シアター・ウィング、全米劇場プロデューサー連盟                                                          | 演劇                     | - | アメリカ合衆国の演劇およびミュージカルに関する賞。正式にはアントワネット・ペリー賞。トニー (Tony) は、アントワネット (Antoinette) の短縮形。女優、演出家のアントワネット・ペリーに由来                               | 1947 | -    | （英語）                             |                     |
| 日本映画批評家大賞 新人女優賞（小森和子賞）                  | 日本             | 日本映画批評家大賞事務局                                                                                            | 映画                     | - | 映画評論家・小森和子にちなむ | 2004 | -    |                                      | [ 1 ]               |
| 日本映画批評家大賞 新人男優賞（南俊子賞）                    | 日本             | 日本映画批評家大賞事務局                                                                                            | 映画                     | - | 映画評論家・南俊子にちなむ | 2004 | -    |                                      | [ 12 ]              |
| 日本女医会 荻野吟子賞                                        | 日本             | 日本女医会 | 医学                     | 女性の地位向上や市井の医療に著しい貢献をした女性医師 | 医師・荻野吟子にちなむ | 1983 | -    |                                      | [ 1 ]               |
| 日本女医会 山本纊子賞                                        | 日本             | 日本女医会 | 医学                     | 若手女性医師の海外におけるグローバルな活躍 | 山本纊子元会長の遺志により設立 | 2018 | -    |                                      | -                   |
| 日本女医会 吉岡彌生賞                                        | 日本             | 日本女医会 | 医学                     | 女性医師の医学、社会への貢献 | 教育者、医師の吉岡彌生にちなむ | 1968 | -    |                                      | [ 1 ] [ 7 ]         |
| 日本動物学会女性研究者奨励OM賞                               | 日本             | 日本動物学会 | 科学                     | 女性研究者の動物科学研究 | 動物学に縁のある大場方子の寄附を基に設立。匿名希望により「OM賞」とされた | 2001 | -    |                                      | [ 1 ] [ 5 ]         |
| パール・マイスター・グリーンガード賞                         | 国際             | ロックフェラー大学                                                                                                  | 科学                     | 女性科学者の卓越した業績 | 同大学教授だったポール・グリーンガードと、その妻で彫刻家のウルスラ・フォン・リディングズヴァード によって設立された。名称は彼の母親に由来する                                                                        | 2004 | -    | （英語）                             | -                   |
| 白泉社アテナ新人大賞                                         | 日本             | 白泉社 | 漫画                     | - | ギリシャ神話の女神アテナに由来。少女漫画家輩出を目的として開催する新人漫画賞。1976年から1983年「アテナ大賞」、2013年から「白泉社少女まんが新人大賞」                                                                 | 1976 | 2012 |                                      | -                   |
| 橋田賞                                                       | 日本             | 橋田文化財団 | 放送                     | 日本人の心や人の触れ合いを取り上げ、放送文化に大きく貢献した番組や人物                                                                                                | 脚本家・橋田壽賀子にちなむ | 1993 | -    | -                                    | [ 52 ]              |
| 服部智恵子賞                                                 | 日本             | 日本バレエ協会 | 舞踊                     | 最も顕著な活躍を見せた舞踊家 | バレエダンサー・服部智恵子 にちなむ | 1985 | -    |                                      | [ 12 ]              |
| 羽ばたく女性研究者賞（マリア・スクウォドフスカ＝キュリー賞） | 日本             | 国立研究開発法人科学技術振興機構（JST）、駐日ポーランド共和国大使館                                                 | 科学                     | 国際的に活躍が期待される若手女性研究者 | 科学者マリ・キュリーにちなむ | 2021 | -    |                                      | [ 53 ]              |
| 林家彦六賞・岡本マキ賞                                       | 日本             | 林家彦六賞・岡本マキ賞運営委員会                                                                                    | 芸能                     | 二ツ目から真打昇進5年以内の芸人(岡本マキ賞) | 落語家・林家彦六と妻岡本マキにちなむ | 1996 | 2009 | -                                    | [ 12 ]              |
| 林芙美子文学賞                                               | 日本             | 北九州市 | 文学                     | 中・短編作品 年齢、職業、国籍不問 | 小説家・林芙美子 にちなんだ公募新人文学賞 | 2014 | -    |                                      | -                   |
| 原阿佐緒賞                                                   | 日本             | 宮城県大和町 | 文学                     | 中学生以上の未発表短歌 | 歌人・原阿佐緒にちなんだ短歌賞 | 2000 | -    |                                      | [ 12 ]              |
| 樋口一葉記念やまなし文学賞                                   | 日本             | やまなし文学賞実行委員会                                                                                            | 文学                     | - | 小説家・樋口一葉の生誕120年を記念して制定 | 1992 | -    |                                      | [ 6 ]               |
| 常陸国 小野小町文芸賞                                        | 日本             | 土浦市、土浦市観光協会                                                                                              | 文学                     | 短歌、俳句 | 歌人・小野小町にちなむ。短歌部門と俳句部門あり。2021年に第22回が開催された | -    | -    | -                                    | [ 6 ] [ 54 ]        |
| 氷室冴子青春文学賞                                           | 日本             | 特定非営利活動法人氷室冴子青春文学賞                                                                                | 文学                     | 青春をテーマにした小説 | 小説家・氷室冴子にちなむ | 2018 | -    |                                      | [ 6 ] [ 55 ]        |
| 平塚らいてう賞                                               | 日本             | 日本女子大学 | 社会                     | 平塚らいてうの研究/男女共同参画社会の実現/女性解放を通じた世界平和に関わる研究や活動のいずれかについて、研究を行う個人または団体                                      | - | 2005 | -    |                                      | [ 1 ]               |
| 平林たい子文学賞                                             | 日本             | 平林たい子記念文学会、講談社                                                                                        | 文学                     | すぐれた小説・評論 | 小説家・平林たい子の遺志に基づく | 1973 | 1997 | -                                    | [ 9 ]               |
| フローレンス・ナイチンゲール記章                             | 世界             | 赤十字国際委員会 | 看護                     | 看護に功労のあった看護師、応急手当において著しい貢献をした篤志看護補助者など 第34回から男性も受章対象                                                                 | 看護師・フローレンス・ナイチンゲール生誕100周年を記念 | 1920 | -    |                                      | -                   |
| ベアトリス・ティンズリー賞                                   | アメリカ合衆国   | アメリカ天文学会 | 科学                     | 天文学、天体物理学の分野の優れた研究 | 天文学者ベアトリス・ティンズリーにちなむ | 1986 | -    | （英語）                             | -                   |
| ヘレン・B・ワーナー賞                                        | 北米             | アメリカ天文学会 | 科学                     | 観測天文学や理論天文学において顕著な研究成果を上げた、36歳以下でPh.D.を取得して8年以内の研究者                                                                        | 備考 | 1954 | -    | （英語）                             | -                   |
| ヘレン・ケラー記念音楽コンクール                             | 日本             | 東京ヘレン・ケラー協会                                                                                              | 音楽                     | - | 教育家、社会福祉活動家、著作家のヘレン・ケラーにちなむ。1949年全国盲学生音楽コンクール、第6回（1954年）から全日本盲学生音楽コンクール、第51回（2001年）からヘレン・ケラー記念音楽コンクール                          | 1949 | -    |                                      | [ 12 ]              |
| ヘレン・ケラー教育賞                                         | 日本             | 青鳥会 | 教育                     | - | 教育家、社会福祉活動家、著作家のヘレン・ケラーにちなむ。 | -    | -    | -                                    | [ 12 ]              |
| ヘレン・ケラー福祉賞                                         | 日本             | 青鳥会 | 福祉                     | - | 教育家、社会福祉活動家、著作家のヘレン・ケラーにちなむ。 | -    | -    | -                                    | [ 12 ]              |
| ヘレンケラー・サリバン賞                                     | 日本             | 東京ヘレン・ケラー協会                                                                                              | 福祉                     | 福祉・教育・文化・スポーツなど各分野において視覚障害者を支援している晴眼者                                                                                            | 教育家、社会福祉活動家、著作家のヘレン・ケラーと、その家庭教師アン・サリバンにちなむ | 1993 | -    |                                      | [ 12 ]              |
| 星野立子賞                                                   | 日本             | 上廣倫理財団 | 文学                     | 女性俳人 | 俳人・星野立子にちなむ | 2013 | -    |                                      | [ 1 ]               |
| 星野立子新人賞                                               | 日本             | 上廣倫理財団 | 文学                     | 20歳以上、50歳未満の作者による未発表の投句 | 俳人・星野立子にちなむ | 2013 | -    |                                      | -                   |
| 毎日映画コンクール 田中絹代賞                                | 日本             | 毎日新聞社、スポーツニッポン新聞社                                                                                  | 映画                     | 田中絹代の業績を継ぐ可能性のある女優 | - | 1985 | -    |                                      | [ 1 ] [ 56 ]        |
| マカヴィティ賞 スー・フェダー歴史ミステリー賞                | 世界             | 国際ミステリー愛好家クラブ                                                                                          | 文学                     | - | - | 2006 | -    | （英語）                             | [ 11 ]              |
| 松本武子奨学金                                               | 日本             | 日本女子大学 | 福祉                     | 社会福祉学科4年次の学部生、社会福祉学専攻の大学院生、学業人物優秀者                                                                                                   | 松本武子にちなむ | -    | -    |                                      | -                   |
| 三浦綾子作文賞                                               | 日本             | 三浦綾子記念文化財団                                                                                                | 文学                     | 全国の小学生・中学生・高校生による文章 | 小説家・三浦綾子にちなむ。自由作文部門・課題図書部門あり | 1999 | -    |                                      | [ 6 ]               |
| 三浦綾子文学賞                                               | 日本             | 三浦綾子記念文学館、公益財団法人三浦綾子記念文化財団                                                                | 文学                     | すべて日本語により書かれた未発表作品 | 小説家・三浦綾子にちなむ。1回限りの賞 | 2014 | 2014 |                                      | [ 57 ]              |
| 三岸好太郎・三岸節子賞                                       | 日本             | 北海道新聞社、三岸好太郎・三岸節子賞展実行委員会、北海道立三岸好太郎美術館、尾西市三岸節子記念美術館、NHK札幌放送局 | 美術                     | 21世紀の美術を切り開く意欲的で個性豊かな作品 | 洋画家・三岸好太郎と妻の洋画家・三岸節子にちなむ | 2000 | -    |                                      | [ 12 ]              |
| 茗原眞路子研究奨励助成金                                     | 日本             | 日本動物学会 | 科学                     | 基礎生物学（動物学）の研究に従事し、良い基礎研究をしているが研究費に必ずしも恵まれない人物                                                                            | 研究者・茗原眞路子にちなむ | 2020 | -    |                                      | [ 2 ]               |
| 向田邦子賞                                                   | 日本             | 東京ニュース通信社                                                                                                  | 放送                     | 優れたテレビドラマの脚本作家 | 脚本家・向田邦子にちなむ | 1982 | -    |                                      | [ 9 ] [ 6 ]         |
| 紫式部学術賞                                                 | 日本             | 紫式部顕彰会 | 学術全般                 | 紫式部と王朝文化に関する優れた研究業績 | 作家・歌人・女官の紫式部にちなむ | 1999 | -    |                                      | [ 12 ]              |
| 紫式部文学賞                                                 | 日本             | 宇治市、宇治市教育委員会                                                                                            | 文学                     | 女性作家による日本語の文芸作品・文学研究 | 作家・歌人・女官の紫式部にちなむ | 1991 | -    |                                      | [ 1 ] [ 6 ]         |
| 村松志保子賞                                                 | 日本             | 村松志保子助産師顕彰会                                                                                              | 医学                     | 助産師活動の発展に努める人物や団体 | 医師・助産師であり、後進に育成にも貢献した村松志保子にちなむ | 2005 | -    |                                      | [ 58 ] [ 59 ]       |
| 守田科学研究奨励賞                                           | 日本             | 大学女性協会 | 科学                     | 自然科学を専門とする若手女性研究者 | 化学教育者・守田純子にちなむ | 1998 | -    |                                      | [ 1 ] [ 7 ]         |
| 森わさ賞                                                     | 日本             | 神戸学院大学 | 学術、社会               | 研究、教育又は社会における活動において優れた功績をあげた女性の教職員・卒業生・修了生                                                                                  | 教育者・森わさにちなむ | -    | -    |                                      | -                   |
| 安川加壽子記念コンクール                                     | 日本             | 日本ピアノ教育連盟                                                                                                  | 音楽                     | - | ピアニスト・安川加壽子にちなむ。2019年第9回 | -    | -    | -                                    | [ 12 ]              |
| 山川菊栄賞(山川菊栄記念婦人問題研究奨励金)                   | 日本             | 山川菊栄記念会 | 社会                     | 婦人問題の研究・調査などに実績を示した個人またはグループ（原則として女性・女性グループ）                                                                              | 女性運動家・山川菊栄にちなむ | 1981 | 2014 | -                                    | [ 1 ]               |
| 山路ふみ子映画賞                                             | 日本             | 山路ふみ子文化財団                                                                                                  | 映画                     | - | 女優、実業家の山路ふみ子にちなむ。映画人の育成、功績を称える。 | 1977 | -    |                                      | [ 1 ]               |
| 山根奨学基金                                                 | 日本             | 山根奨学基金 | 社会                     | - | 外交官・山根敏子をしのんで1960年に設立、1961年開始 | 1961 | -    |                                      | -                   |
| 山本美香記念国際ジャーナリスト賞                             | 日本             | 一般財団法人山本美香記念財団                                                                                        | 報道                     | 映像、写真、文章のジャンルで果敢かつ誠実な国際報道につとめた個人 | ジャーナリスト山本美香の遺志をついで創設 | 2014 | -    |                                      | [ 60 ]              |
| 湯浅芳子賞                                                   | 日本             | 公益信託湯浅芳子記念翻訳劇助成基金                                                                                  | 演劇、文学               | 外国戯曲の上演と翻訳・脚色で優れた成果を上げた団体や個人 | ロシア文学者・湯浅芳子にちなむ | 1994 | 2008 | -                                    | [ 1 ] [ 61 ]        |
| 与謝野晶子短歌文学賞                                         | 日本             | 産経新聞社 | 文学                     | - | 歌人・与謝野晶子にちなんだ公募短歌大会。一般部門と中高生対象の「青春の短歌」部門がある | 1995 | 2018 | -                                    | [ 62 ]              |
| 吉野せい賞                                                   | 日本             | 吉野せい賞運営委員会                                                                                                | 文学                     | 創作（小説・童話・戯曲）、文芸評論、ノンフィクション作品、いわき市内在住・在勤･在学者                                                                                 | 文筆家・吉野せいにちなむ | 1978 | -    |                                      | [ 9 ]               |
| 米沢富美子記念賞                                             | 日本             | 日本物理学会 | 科学                     | - | 物理学者・米沢富美子にちなみ、女性会員の物理学分野における活動を讃え、奨励する | 2019 | -    |                                      | -                   |
| 読売演劇大賞 杉村春子賞                                      | 日本             | 読売新聞社 | 演劇                     | 新人を顕彰 | 女優・杉村春子にちなむ | 1998 | -    |                                      | [ 1 ]               |
| ルイザ・グロス・ホロウィッツ賞                               | アメリカ合衆国   | コロンビア大学 | 科学                     | 生物学、生化学の分野の基礎研究において、顕著な貢献を行った研究者または研究者のグループ                                                                                | S・グロス・ホロウィッツの遺産によって設立され、彼の母親の名前がつけられた | 1967 | -    | （英語）                             | -                   |
| ロイヤル・ヴィクトリア勲章                                   | イギリス         | イギリス国王 | 勲章                     | 王室関係者が対象。国王への貢献に対して女王が個人的に授与するもの | ヴィクトリア女王にちなむ | 1896 | -    | -                                    | [ 63 ]              |
| ロイヤル・ヴィクトリア頸飾                                   | イギリス         | イギリス国王 | 栄典                     | 国内外を問わない男女 | ヴィクトリア女王にちなむ | 1902 | -    | -                                    | -                   |
| ロミー・シュナイダー賞                                       | フランス         | - | 映画                     | 将来有望な女優 | 女優・ロミー・シュナイダーにちなむ | 1984 | -    | -                                    | [ 64 ]              |

## その他の女性に関わりの深い賞
| 賞名       | 国       | 主催 | 分野 | 対象                                     | 備考                             | 開始 | 終了 | 公式サイト | 出典   |
| ---------- | -------- | ---- | ---- | ---------------------------------------- | -------------------------------- | ---- | ---- | ---------- | ------ |
| フェミナ賞 | フランス | -    | 文学 | 最も優れたフランス語の散文もしくは詩作品 | 女性審査員10人によって選出される | 1904 | -    | （英語）   | [ 11 ] |